# Тур WTA 2017
Тур WTA 2017 був серією елітних професійних тенісних турнірів, які пройшли під егідою Жіночої тенісної асоціації (WTA) упродовж 2017 року. Календар Туру WTA 2017 містив турніри Великого шолома (під егідою Міжнародної тенісної федерації (ITF), Турніри WTA Premier (Premier Mandatory, Premier 5 і звичайні Premier), Турніри WTA International, Кубок Федерації (організований ITF), чемпіонати кінця сезону (Чемпіонат WTA і WTA Elite Trophy). Також до календаря 2017 належав Кубок Гопмана, організатором якого є ITF і на якому не розігруються рейтингові очки.

## Графік
Нижче наведено повний розклад турнірів на 2017 рік, включаючи перелік тенісистів, які дійшли на турнірах щонайменше до чвертьфіналу.
Легенда
| Турніри Великого шолома      |
| Чемпіонати закінчення сезону |
| WTA Premier Mandatory        |
| WTA Premier 5                |
| WTA Premier                  |
| WTA International            |
| Командні змагання            |

### Січень
| Тиждень           | Турнір | Чемпіонки                                             | Фіналістки                            | Півфіналістки                                                 | Чвертьфіналістки                                                        |
| ----------------- | --- | ----------------------------------------------------- | ------------------------------------- | ------------------------------------------------------------- | ----------------------------------------------------------------------- |
| 2 січня           | Кубок Гопмана Перт, Австралія Турнір змішаних команд ITF Хард (п) – 8 команд (ГР)                                                                              | Франція 2–1                                           | США                                   | Круговий турнір (Група A) Швейцарія Німеччина Велика Британія | Круговий турнір (Група B) Іспанія Чехія Австралія                       |
| 2 січня           | Brisbane International Брисбен, Австралія WTA Premier $1,000,000 – Хард – 30S/32Q/16D Одиночний розряд – Парний розряд                                         | Кароліна Плішкова 6–0, 6–3                            | Алізе Корне                           | Еліна Світоліна Гарбінє Мугуруса                              | Анджелік Кербер Роберта Вінчі Світлана Кузнецова Домініка Цібулкова     |
| 2 січня           | Brisbane International Брисбен, Австралія WTA Premier $1,000,000 – Хард – 30S/32Q/16D Одиночний розряд – Парний розряд                                         | Бетані Маттек-Сендс Саня Мірза 6–2, 6–3               | Катерина Макарова Олена Весніна       | Еліна Світоліна Гарбінє Мугуруса                              | Анджелік Кербер Роберта Вінчі Світлана Кузнецова Домініка Цібулкова     |
| 2 січня           | Shenzhen Open Шеньчжень, Китай WTA International $750,000 – Хард – 32S/16Q/16D Одиночний розряд – Парний розряд                                                | Катержина Сінякова 6–3, 6–4                           | Алісон Ріск                           | Каміла Джорджі Джоанна Конта                                  | Агнешка Радванська Ван Цян Крістина Плішкова Ніна Стоянович             |
| 2 січня           | Shenzhen Open Шеньчжень, Китай WTA International $750,000 – Хард – 32S/16Q/16D Одиночний розряд – Парний розряд                                                | Андреа Главачкова Пен Шуай 6–1, 7–5                   | Ралука Олару Ольга Савчук             | Каміла Джорджі Джоанна Конта                                  | Агнешка Радванська Ван Цян Крістина Плішкова Ніна Стоянович             |
| 2 січня           | Auckland Open Окленд, Нова Зеландія WTA International $250,000 – Хард – 32S/32Q/16D Одиночний розряд – Парний розряд                                           | Лорен Девіс 6–3, 6–1                                  | Ана Конюх                             | Олена Остапенко Юлія Гергес                                   | Медісон Бренгл Барбора Заглавова-Стрицова Каролін Возняцкі Наомі Осака  |
| 2 січня           | Auckland Open Окленд, Нова Зеландія WTA International $250,000 – Хард – 32S/32Q/16D Одиночний розряд – Парний розряд                                           | Кікі Бертенс Юганна Ларссон 6–2, 6–2                  | Демі Схюрс Рената Ворачова            | Олена Остапенко Юлія Гергес                                   | Медісон Бренгл Барбора Заглавова-Стрицова Каролін Возняцкі Наомі Осака  |
| 9 січня           | Sydney International Сідней, Австралія WTA Premier $776,000 – Хард – 30S/32Q/16D Одиночний розряд – Парний розряд                                              | Джоанна Конта 6–4, 6–2                                | Агнешка Радванська                    | Ежені Бушар Барбора Заглавова-Стрицова                        | Дарія Касаткіна Анастасія Павлюченкова Каролін Возняцкі Дуань Інін      |
| 9 січня           | Sydney International Сідней, Австралія WTA Premier $776,000 – Хард – 30S/32Q/16D Одиночний розряд – Парний розряд                                              | Тімеа Бабош Анастасія Павлюченкова 6–4, 6–4           | Саня Мірза Барбора Заглавова-Стрицова | Ежені Бушар Барбора Заглавова-Стрицова                        | Дарія Касаткіна Анастасія Павлюченкова Каролін Возняцкі Дуань Інін      |
| 9 січня           | Hobart International Гобарт, Австралія WTA International $250,000 – Хард – 32S/32Q/16D Одиночний розряд – Парний розряд                                        | Елізе Мертенс 6–3, 6–1                                | Моніка Нікулеску                      | Яна Фетт Леся Цуренко                                         | Кікі Бертенс Вероніка Сепеде Ройг Одзакі Ріса Шелбі Роджерс             |
| 9 січня           | Hobart International Гобарт, Австралія WTA International $250,000 – Хард – 32S/32Q/16D Одиночний розряд – Парний розряд                                        | Ралука Олару Ольга Савчук 0–6, 6–4, [10–5]            | Габріела Дабровскі Ян Чжаосюань       | Яна Фетт Леся Цуренко                                         | Кікі Бертенс Вероніка Сепеде Ройг Одзакі Ріса Шелбі Роджерс             |
| 16 січня 23 січня | Відкритий чемпіонат Австралії Мельбурн, Австралія Великий шолом A$22,697,600 – Хард 128S/96Q/64D/32X Одиночний розряд – Парний розряд – Змішаний парний розряд | Серена Вільямс 6–4, 6–4                               | Вінус Вільямс                         | Коко Вандевей Міряна Лучич-Бароні                             | Гарбінє Мугуруса Анастасія Павлюченкова Кароліна Плішкова Джоанна Конта |
| 16 січня 23 січня | Відкритий чемпіонат Австралії Мельбурн, Австралія Великий шолом A$22,697,600 – Хард 128S/96Q/64D/32X Одиночний розряд – Парний розряд – Змішаний парний розряд | Бетані Маттек-Сендс Луціє Шафарова 6–7(4–7), 6–3, 6–3 | Андреа Главачкова Пен Шуай            | Коко Вандевей Міряна Лучич-Бароні                             | Гарбінє Мугуруса Анастасія Павлюченкова Кароліна Плішкова Джоанна Конта |
| 16 січня 23 січня | Відкритий чемпіонат Австралії Мельбурн, Австралія Великий шолом A$22,697,600 – Хард 128S/96Q/64D/32X Одиночний розряд – Парний розряд – Змішаний парний розряд | Абігейл Спірс Хуан Себастьян Кабаль 6–2, 6–4          | Саня Мірза Іван Додіг                 | Коко Вандевей Міряна Лучич-Бароні                             | Гарбінє Мугуруса Анастасія Павлюченкова Кароліна Плішкова Джоанна Конта |
| 30 січня          | St. Petersburg Ladies Trophy Санкт-Петербург, Росія WTA Premier $776,000 – Хард (п) – 28S/32Q/16D Одиночний розряд – Парний розряд                             | Крістіна Младенович 6–2, 6–7(3–7), 6–4                | Юлія Путінцева                        | Наталія Віхлянцева Домініка Цібулкова                         | Симона Халеп Роберта Вінчі Світлана Кузнецова Олена Весніна             |
| 30 січня          | St. Petersburg Ladies Trophy Санкт-Петербург, Росія WTA Premier $776,000 – Хард (п) – 28S/32Q/16D Одиночний розряд – Парний розряд                             | Олена Остапенко Аліція Росольська 3–6, 6–2, [10–5]    | Дарія Юрак Ксенія Нолл                | Наталія Віхлянцева Домініка Цібулкова                         | Симона Халеп Роберта Вінчі Світлана Кузнецова Олена Весніна             |
| 30 січня          | Тайбей , Тайвань WTA International $250,000 – Хард (п) – 32S/24Q/16D Одиночний розряд – Парний розряд                                                          | Еліна Світоліна 6–3, 6–2                              | Пен Шуай                              | Менді Мінелла Луціє Шафарова                                  | Унс Джабір Чжу Лінь Місакі Дой Саманта Стосур                           |
| 30 січня          | Тайбей , Тайвань WTA International $250,000 – Хард (п) – 32S/24Q/16D Одиночний розряд – Парний розряд                                                          | Чжань Хаоцін Чжань Юнжань 6–4, 6–2                    | Луціє Градецька Катержина Сінякова    | Менді Мінелла Луціє Шафарова                                  | Унс Джабір Чжу Лінь Місакі Дой Саманта Стосур                           |

### Лютий
| Тиждень   | Турнір | Чемпіонки                                                                                        | Фіналістки                                                          | Півфіналістки                        | Чвертьфіналістки                                             |
| --------- | --- | ------------------------------------------------------------------------------------------------ | ------------------------------------------------------------------- | ------------------------------------ | ------------------------------------------------------------ |
| 6 лютого  | Чвертьфінал Кубка Федерації Острава, Чехія – Хард (п) Мауї, США – Хард Мінськ, Білорусь – Хард (п) Женева, Швейцарія – Хард (п) | Перемогли у чвертьфіналах Чехія 3–2 · Сполучені Штати Америки 4–0 · Білорусь 4–1 · Швейцарія 4–1 | Програли у чвертьфіналах Іспанія · Німеччина · Нідерланди · Франція |                                      |                                                              |
| 13 лютого | Qatar ExxonMobil Open Доха, Катар WTA Premier $776,000 – Хард – 28S/32Q/16D Одиночний розряд – Парний розряд                    | Кароліна Плішкова 6–3, 6–4                                                                       | Каролін Возняцкі                                                    | Моніка Пуїг Домініка Цібулкова       | Дарія Касаткіна Лорен Девіс Саманта Стосур Чжан Шуай         |
| 13 лютого | Qatar ExxonMobil Open Доха, Катар WTA Premier $776,000 – Хард – 28S/32Q/16D Одиночний розряд – Парний розряд                    | Абігейл Спірс Катарина Среботнік 6–3, 7–6(9–7)                                                   | Ольга Савчук Ярослава Шведова                                       | Моніка Пуїг Домініка Цібулкова       | Дарія Касаткіна Лорен Девіс Саманта Стосур Чжан Шуай         |
| 20 лютого | Dubai Tennis Championships Дубай, ОАЕ WTA Premier 5 $2,666,000 – Хард – 56S/32Q/28D Одиночний розряд – Парний розряд            | Еліна Світоліна 6–4, 6–2                                                                         | Каролін Возняцкі                                                    | Анджелік Кербер Анастасія Севастова  | Ана Конюх Лорен Девіс Кетрін Белліс Ван Цян                  |
| 20 лютого | Dubai Tennis Championships Дубай, ОАЕ WTA Premier 5 $2,666,000 – Хард – 56S/32Q/28D Одиночний розряд – Парний розряд            | Катерина Макарова Олена Весніна 6–2, 4–6, [10–7]                                                 | Андреа Главачкова Пен Шуай                                          | Анджелік Кербер Анастасія Севастова  | Ана Конюх Лорен Девіс Кетрін Белліс Ван Цян                  |
| 20 лютого | Hungarian Ladies Open Будапешт, Угорщина WTA International $250,000 – Хард (п) – 32S/24Q/16D Одиночний розряд – Парний розряд   | Тімеа Бабош 6–7(4–7), 6–4, 6–3                                                                   | Луціє Шафарова                                                      | Юлія Гергес Каріна Віттгефт          | Осеан Доден Яніна Вікмаєр Анніка Бек Олександра Соснович     |
| 20 лютого | Hungarian Ladies Open Будапешт, Угорщина WTA International $250,000 – Хард (п) – 32S/24Q/16D Одиночний розряд – Парний розряд   | Сє Шувей Оксана Калашникова 6–3, 4–6, [10–4]                                                     | Родіонова Аріна Іванівна Галина Воскобоєва                          | Юлія Гергес Каріна Віттгефт          | Осеан Доден Яніна Вікмаєр Анніка Бек Олександра Соснович     |
| 27 лютого | Mexican Open Акапулько, Мексика WTA International $250,000 – Хард – 32S/24Q/16D Одиночний розряд – Парний розряд                | Леся Цуренко 6–1, 7–5                                                                            | Крістіна Младенович                                                 | Міряна Лучич-Бароні Крістіна Макгейл | Полін Пармантьє Олена Остапенко Моніка Пуїг Кірстен Фліпкенс |
| 27 лютого | Mexican Open Акапулько, Мексика WTA International $250,000 – Хард – 32S/24Q/16D Одиночний розряд – Парний розряд                | Дарія Юрак Анастасія Родіонова 6–3, 6–2                                                          | Вероніка Сепеде Ройг Маріана Дуке-Маріньо                           | Міряна Лучич-Бароні Крістіна Макгейл | Полін Пармантьє Олена Остапенко Моніка Пуїг Кірстен Фліпкенс |
| 27 лютого | Malaysian Open Куала-Лумпур, Малайзія WTA International $250,000 – Хард – 32S/24Q/16D Одиночний розряд – Парний розряд          | Ешлі Барті 6–3, 6–2                                                                              | Нао Хібіно                                                          | Магда Лінетт Хань Сіньюнь            | Леслі Керкгове Дуань Інін Ван Цян Чжан Кайлінь               |
| 27 лютого | Malaysian Open Куала-Лумпур, Малайзія WTA International $250,000 – Хард – 32S/24Q/16D Одиночний розряд – Парний розряд          | Ешлі Барті Кейсі Деллаква 7–6(7–5), 6–3                                                          | Ніколь Меліхар Ніномія Макото                                       | Магда Лінетт Хань Сіньюнь            | Леслі Керкгове Дуань Інін Ван Цян Чжан Кайлінь               |

### Березень
| Тиждень               | Турнір | Чемпіонки                                 | Фіналістки                            | Півфіналістки                         | Чвертьфіналістки                                                       |
| --------------------- | --- | ----------------------------------------- | ------------------------------------- | ------------------------------------- | ---------------------------------------------------------------------- |
| 6 березня 13 березня  | Індіан-Веллс Open Індіан-Веллс, США WTA Premier Mandatory $7,669,423 – Хард – 96S/48Q/32D Одиночний розряд – Парний розряд | Олена Весніна 6–7(6–8), 7–5, 6–4          | Світлана Кузнецова                    | Кароліна Плішкова Крістіна Младенович | Гарбінє Мугуруса Анастасія Павлюченкова Каролін Возняцкі Вінус Вільямс |
| 6 березня 13 березня  | Індіан-Веллс Open Індіан-Веллс, США WTA Premier Mandatory $7,669,423 – Хард – 96S/48Q/32D Одиночний розряд – Парний розряд | Чжань Юнжань Мартіна Хінгіс 7–6(7–4), 6–2 | Луціє Градецька Катержина Сінякова    | Кароліна Плішкова Крістіна Младенович | Гарбінє Мугуруса Анастасія Павлюченкова Каролін Возняцкі Вінус Вільямс |
| 20 березня 27 березня | Miami Open Маямі, США WTA Premier Mandatory $7,669,423 – Хард – 96S/48Q/32D Одиночний розряд – Парний розряд               | Джоанна Конта 6–4, 6–3                    | Каролін Возняцкі                      | Вінус Вільямс Кароліна Плішкова       | Анджелік Кербер Симона Халеп Луціє Шафарова Міряна Лучич-Бароні        |
| 20 березня 27 березня | Miami Open Маямі, США WTA Premier Mandatory $7,669,423 – Хард – 96S/48Q/32D Одиночний розряд – Парний розряд               | Габріела Дабровскі Сюй Їфань 6–4, 6–3     | Саня Мірза Барбора Заглавова-Стрицова | Вінус Вільямс Кароліна Плішкова       | Анджелік Кербер Симона Халеп Луціє Шафарова Міряна Лучич-Бароні        |

### Квітень
| Тиждень   | Турнір | Чемпіонки                                                         | Фіналістки                              | Півфіналістки                                  | Чвертьфіналістки                                                           |
| --------- | --- | ----------------------------------------------------------------- | --------------------------------------- | ---------------------------------------------- | -------------------------------------------------------------------------- |
| 3 квітня  | Charleston Open Чарлстон, США WTA Premier $776,000 – ґрунт (зелений) – 56S/32Q/16D Одиночний розряд – Парний розряд               | Дарія Касаткіна 6–3, 6–1                                          | Олена Остапенко                         | Міряна Лучич-Бароні Лаура Зігемунд             | Шелбі Роджерс Каролін Возняцкі Анастасія Севастова Ірина-Камелія Бегу      |
| 3 квітня  | Charleston Open Чарлстон, США WTA Premier $776,000 – ґрунт (зелений) – 56S/32Q/16D Одиночний розряд – Парний розряд               | Бетані Маттек-Сендс Луціє Шафарова 6–1, 4–6, [10–7]               | Луціє Градецька Катержина Сінякова      | Міряна Лучич-Бароні Лаура Зігемунд             | Шелбі Роджерс Каролін Возняцкі Анастасія Севастова Ірина-Камелія Бегу      |
| 3 квітня  | Monterrey Open Монтеррей, Мексика WTA International $250,000 – Хард – 32S/32Q/16D Одиночний розряд – Парний розряд                | Анастасія Павлюченкова 6–4, 2–6, 6–1                              | Анджелік Кербер                         | Карла Суарес Наварро Каролін Гарсія            | Гезер Вотсон Алізе Корне Джулія Босеруп Тімеа Бабош                        |
| 3 квітня  | Monterrey Open Монтеррей, Мексика WTA International $250,000 – Хард – 32S/32Q/16D Одиночний розряд – Парний розряд                | Нао Хібіно Аліція Росольська 6–2, 7–6(7–4)                        | Даліла Якупович Надія Кіченок           | Карла Суарес Наварро Каролін Гарсія            | Гезер Вотсон Алізе Корне Джулія Босеруп Тімеа Бабош                        |
| 10 квітня | Ladies Open Biel Bienne Біль, Швейцарія WTA International $250,000 – Хард (п) – 32S/32Q/16D Одиночний розряд – Парний розряд      | Маркета Вондроушова 6–4, 7–6(8–6)                                 | Анетт Контавейт                         | Барбора Заглавова-Стрицова Олександра Соснович | Юлія Гергес Крістина Плішкова Елізе Мертенс Каміла Джорджі                 |
| 10 квітня | Ladies Open Biel Bienne Біль, Швейцарія WTA International $250,000 – Хард (п) – 32S/32Q/16D Одиночний розряд – Парний розряд      | Сє Шувей Моніка Нікулеску 5–7, 6–3, [10–7]                        | Тімеа Бачинскі Мартіна Хінгіс           | Барбора Заглавова-Стрицова Олександра Соснович | Юлія Гергес Крістина Плішкова Елізе Мертенс Каміла Джорджі                 |
| 10 квітня | Copa Colsanitas Богота, Колумбія WTA International $250,000 – ґрунт – 32S/24Q/16D Одиночний розряд – Парний розряд                | Франческа Ск'явоне 6–4, 7–5                                       | Лара Арруабаррена                       | Юганна Ларссон Сара Соррібес Тормо             | Кікі Бертенс Сара Еррані Александра Крунич Магда Лінетт                    |
| 10 квітня | Copa Colsanitas Богота, Колумбія WTA International $250,000 – ґрунт – 32S/24Q/16D Одиночний розряд – Парний розряд                | Беатріс Аддад Майя Надя Подороска 6–3, 7–6(7–4)                   | Вероніка Сепеде Ройг Магда Лінетт       | Юганна Ларссон Сара Соррібес Тормо             | Кікі Бертенс Сара Еррані Александра Крунич Магда Лінетт                    |
| 17 квітня | Півфінал Кубка Федерації Тампа, США – ґрунт Мінськ, Білорусь – Хард (п)                                                           | Перемогли в півфіналах Сполучені Штати Америки 3–2 · Білорусь 3–2 | Програли в півфіналах Чехія · Швейцарія |                                                |                                                                            |
| 24 квітня | Відкритий чемпіонат Штутгарта Штутгарт, Німеччина WTA Premier €573,306 – ґрунт (п) – 28S/32Q/16D Одиночний розряд – Парний розряд | Лаура Зігемунд 6–1, 2–6, 7–6(7–5)                                 | Крістіна Младенович                     | Марія Шарапова Симона Халеп                    | Карла Суарес Наварро Анетт Контавейт Анастасія Севастова Кароліна Плішкова |
| 24 квітня | Відкритий чемпіонат Штутгарта Штутгарт, Німеччина WTA Premier €573,306 – ґрунт (п) – 28S/32Q/16D Одиночний розряд – Парний розряд | Ракель Атаво Олена Остапенко 6–4, 6–4                             | Абігейл Спірс Катарина Среботнік        | Марія Шарапова Симона Халеп                    | Карла Суарес Наварро Анетт Контавейт Анастасія Севастова Кароліна Плішкова |
| 24 квітня | İstanbul Cup Стамбул, Туреччина WTA International $250,000 – ґрунт – 32S/24Q/16D Одиночний розряд – Парний розряд                 | Еліна Світоліна 6–2, 6–4                                          | Елізе Мертенс                           | Яна Чепелова Ірина-Камелія Бегу                | Сорана Кирстя Даяна Ястремська Башак Ерайдин Чагла Бююкакчай               |
| 24 квітня | İstanbul Cup Стамбул, Туреччина WTA International $250,000 – ґрунт – 32S/24Q/16D Одиночний розряд – Парний розряд                 | Даліла Якупович Надія Кіченок 7–6(8–6), 6–2                       | Ніколь Меліхар Елізе Мертенс            | Яна Чепелова Ірина-Камелія Бегу                | Сорана Кирстя Даяна Ястремська Башак Ерайдин Чагла Бююкакчай               |

### Травень
| Тиждень            | Турнір | Чемпіонки                                          | Фіналістки                         | Півфіналістки                              | Чвертьфіналістки                                                    |
| ------------------ | --- | -------------------------------------------------- | ---------------------------------- | ------------------------------------------ | ------------------------------------------------------------------- |
| 1 травня           | Prague Open Прага, Чехія WTA International $250,000 – ґрунт – 32S/32Q/16D Одиночний розряд – Парний розряд                                              | Мона Бартель 2–6, 7–5, 6–2                         | Крістина Плішкова                  | Барбора Заглавова-Стрицова Олена Остапенко | Каміла Джорджі Катержина Сінякова Беатріс Аддад Майя Ана Конюх      |
| 1 травня           | Prague Open Прага, Чехія WTA International $250,000 – ґрунт – 32S/32Q/16D Одиночний розряд – Парний розряд                                              | Анна-Лена Гренефельд Квета Пешке 6–4, 7–6(7–3)     | Луціє Градецька Катержина Сінякова | Барбора Заглавова-Стрицова Олена Остапенко | Каміла Джорджі Катержина Сінякова Беатріс Аддад Майя Ана Конюх      |
| 1 травня           | Morocco Open Рабат, Марокко WTA International $250,000 – ґрунт – 32S/32Q/16D Одиночний розряд – Парний розряд                                           | Анастасія Павлюченкова 7–5, 7–5                    | Франческа Ск'явоне                 | Сара Еррані Варвара Лепченко               | Лорен Девіс Дарія Гаврилова Татьяна Марія Кетрін Белліс             |
| 1 травня           | Morocco Open Рабат, Марокко WTA International $250,000 – ґрунт – 32S/32Q/16D Одиночний розряд – Парний розряд                                           | Тімеа Бабош Андреа Главачкова 2–6, 6–3, [10–5]     | Ніна Стоянович Марина Заневська    | Сара Еррані Варвара Лепченко               | Лорен Девіс Дарія Гаврилова Татьяна Марія Кетрін Белліс             |
| 8 травня           | Мадрид Open Мадрид, Іспанія WTA Premier Mandatory €5,924,318 – ґрунт – 64S/32Q/28D Одиночний розряд – Парний розряд                                     | Симона Халеп 7–5, 6–7(5–7), 6–2                    | Крістіна Младенович                | Світлана Кузнецова Анастасія Севастова     | Ежені Бушар Сорана Кирстя Коко Вандевей Кікі Бертенс                |
| 8 травня           | Мадрид Open Мадрид, Іспанія WTA Premier Mandatory €5,924,318 – ґрунт – 64S/32Q/28D Одиночний розряд – Парний розряд                                     | Чжань Юнжань Мартіна Хінгіс 6–4, 6–3               | Тімеа Бабош Андреа Главачкова      | Світлана Кузнецова Анастасія Севастова     | Ежені Бушар Сорана Кирстя Коко Вандевей Кікі Бертенс                |
| 15 травня          | Відкритий чемпіонат Італії Рим, Італія WTA Premier 5 $3,076,495 – ґрунт – 56S/32Q/28D Одиночний розряд – Парний розряд                                  | Еліна Світоліна 4–6, 7–5, 6–1                      | Симона Халеп                       | Кікі Бертенс Гарбінє Мугуруса              | Анетт Контавейт Дарія Гаврилова Вінус Вільямс Кароліна Плішкова     |
| 15 травня          | Відкритий чемпіонат Італії Рим, Італія WTA Premier 5 $3,076,495 – ґрунт – 56S/32Q/28D Одиночний розряд – Парний розряд                                  | Чжань Юнжань Мартіна Хінгіс 7–5, 7–6(7–4)          | Катерина Макарова Олена Весніна    | Кікі Бертенс Гарбінє Мугуруса              | Анетт Контавейт Дарія Гаврилова Вінус Вільямс Кароліна Плішкова     |
| 22 травня          | Internationaux de Strasbourg Страсбург, Франція WTA International $250,000 – ґрунт – 32S/24Q/16D Одиночний розряд – Парний розряд                       | Саманта Стосур 5–7, 6–4, 6–3                       | Дарія Гаврилова                    | Пен Шуай Каролін Гарсія                    | Шелбі Роджерс Карла Суарес Наварро Крістина Плішкова Ешлі Барті     |
| 22 травня          | Internationaux de Strasbourg Страсбург, Франція WTA International $250,000 – ґрунт – 32S/24Q/16D Одиночний розряд – Парний розряд                       | Ешлі Барті Кейсі Деллаква 6–4, 6–2                 | Чжань Хаоцін Чжань Юнжань          | Пен Шуай Каролін Гарсія                    | Шелбі Роджерс Карла Суарес Наварро Крістина Плішкова Ешлі Барті     |
| 22 травня          | Nuremberg Cup Нюрнберг, Німеччина WTA International $250,000 – ґрунт – 32S/24Q/16D Одиночний розряд – Парний розряд                                     | Кікі Бертенс 6–2, 6–1                              | Барбора Крейчикова                 | Місакі Дой Сорана Кирстя                   | Алісон Ріск Ярослава Шведова Каріна Віттгефт Юлія Путінцева         |
| 22 травня          | Nuremberg Cup Нюрнберг, Німеччина WTA International $250,000 – ґрунт – 32S/24Q/16D Одиночний розряд – Парний розряд                                     | Ніколь Меліхар Анна Сміт 3–6, 6–3, [11–9]          | Кірстен Фліпкенс Юганна Ларссон    | Місакі Дой Сорана Кирстя                   | Алісон Ріск Ярослава Шведова Каріна Віттгефт Юлія Путінцева         |
| 28 травня 5 червня | Відкритий чемпіонат Франції Париж, Франція Великий шолом €16,566,000 – ґрунт 128S/96Q/64D/32X Одиночний розряд – Парний розряд – Змішаний парний розряд | Олена Остапенко 4–6, 6–4, 6–3                      | Симона Халеп                       | Тімеа Бачинскі Кароліна Плішкова           | Каролін Возняцкі Крістіна Младенович Еліна Світоліна Каролін Гарсія |
| 28 травня 5 червня | Відкритий чемпіонат Франції Париж, Франція Великий шолом €16,566,000 – ґрунт 128S/96Q/64D/32X Одиночний розряд – Парний розряд – Змішаний парний розряд | Бетані Маттек-Сендс Луціє Шафарова 6–2, 6–1        | Ешлі Барті Кейсі Деллаква          | Тімеа Бачинскі Кароліна Плішкова           | Каролін Возняцкі Крістіна Младенович Еліна Світоліна Каролін Гарсія |
| 28 травня 5 червня | Відкритий чемпіонат Франції Париж, Франція Великий шолом €16,566,000 – ґрунт 128S/96Q/64D/32X Одиночний розряд – Парний розряд – Змішаний парний розряд | Габріела Дабровскі Роган Бопанна 2–6, 6–2, [12–10] | Анна-Лена Гренефельд Роберт Фара   | Тімеа Бачинскі Кароліна Плішкова           | Каролін Возняцкі Крістіна Младенович Еліна Світоліна Каролін Гарсія |

### Червень
| Тиждень   | Турнір | Чемпіонки                                            | Фіналістки                        | Півфіналістки                       | Чвертьфіналістки                                                           |
| --------- | --- | ---------------------------------------------------- | --------------------------------- | ----------------------------------- | -------------------------------------------------------------------------- |
| 12 червня | Відкритий чемпіонат Ноттінгема Ноттінгем, Велика Британія WTA International $250,000 – Трава – 32S/24Q/16D Одиночний розряд – Парний розряд     | Донна Векич 2–6, 7–6(7–3), 7–5                       | Джоанна Конта                     | Магдалена Рибарикова Луціє Шафарова | Ешлі Барті Крісті Ан Цветана Піронкова Марія Саккарі                       |
| 12 червня | Відкритий чемпіонат Ноттінгема Ноттінгем, Велика Британія WTA International $250,000 – Трава – 32S/24Q/16D Одиночний розряд – Парний розряд     | Монік Адамчак Сторм Сендерз 6–4, 4–6, [10–4]         | Джоселін Рей Лора Робсон          | Магдалена Рибарикова Луціє Шафарова | Ешлі Барті Крісті Ан Цветана Піронкова Марія Саккарі                       |
| 12 червня | Rosmalen Grass Court Championships 'с-Гертогенбос, Нідерланди WTA International $250,000 – Трава – 32S/24Q/16D Одиночний розряд – Парний розряд | Анетт Контавейт 6–2, 6–3                             | Наталія Віхлянцева                | Ана Конюх Леся Цуренко              | Євгенія Родіна Аранча Рус Каріна Віттгефт Крістіна Младенович              |
| 12 червня | Rosmalen Grass Court Championships 'с-Гертогенбос, Нідерланди WTA International $250,000 – Трава – 32S/24Q/16D Одиночний розряд – Парний розряд | Домініка Цібулкова Кірстен Фліпкенс 4–6, 6–4, [10–6] | Кікі Бертенс Демі Схюрс           | Ана Конюх Леся Цуренко              | Євгенія Родіна Аранча Рус Каріна Віттгефт Крістіна Младенович              |
| 19 червня | Birmingham Classic Бірмінгем, Велика Британія WTA Premier $885,040 – Трава – 32S/32Q/16D Одиночний розряд – Парний розряд                       | Петра Квітова 4–6, 6–3, 6–2                          | Ешлі Барті                        | Луціє Шафарова Гарбінє Мугуруса     | Дарія Гаврилова Крістіна Младенович Коко Вандевей Каміла Джорджі           |
| 19 червня | Birmingham Classic Бірмінгем, Велика Британія WTA Premier $885,040 – Трава – 32S/32Q/16D Одиночний розряд – Парний розряд                       | Ешлі Барті Кейсі Деллаква 6-1, 2–6, [10–8]           | Чжань Хаоцін Чжан Шуай            | Луціє Шафарова Гарбінє Мугуруса     | Дарія Гаврилова Крістіна Младенович Коко Вандевей Каміла Джорджі           |
| 19 червня | Mallorca Open Санта-Понса, Іспанія WTA International $250,000 – Трава – 32S/24Q/16D Одиночний розряд – Парний розряд                            | Анастасія Севастова 6–4, 3–6, 6–3                    | Юлія Гергес                       | Кетрін Белліс Каролін Гарсія        | Сабіне Лісіцкі Крістина Плішкова Роберта Вінчі Ана Конюх                   |
| 19 червня | Mallorca Open Санта-Понса, Іспанія WTA International $250,000 – Трава – 32S/24Q/16D Одиночний розряд – Парний розряд                            | Чжань Юнжань Мартіна Хінгіс Walkover                 | Єлена Янкович Анастасія Севастова | Кетрін Белліс Каролін Гарсія        | Сабіне Лісіцкі Крістина Плішкова Роберта Вінчі Ана Конюх                   |
| 26 червня | Eastbourne International Істборн, Велика Британія WTA Premier $819,000 – Трава – 48S/24Q/16D Одиночний розряд – Парний розряд                   | Кароліна Плішкова 6–4, 6–4                           | Каролін Возняцкі                  | Джоанна Конта Гезер Вотсон          | Анджелік Кербер Світлана Кузнецова Барбора Заглавова-Стрицова Симона Халеп |
| 26 червня | Eastbourne International Істборн, Велика Британія WTA Premier $819,000 – Трава – 48S/24Q/16D Одиночний розряд – Парний розряд                   | Чжань Юнжань Мартіна Хінгіс 6–3, 7–5                 | Ешлі Барті Кейсі Деллаква         | Джоанна Конта Гезер Вотсон          | Анджелік Кербер Світлана Кузнецова Барбора Заглавова-Стрицова Симона Халеп |

### Липень
| Тиждень          | Турнір | Чемпіонки                                         | Фіналістки                               | Півфіналістки                         | Чвертьфіналістки                                                          |
| ---------------- | --- | ------------------------------------------------- | ---------------------------------------- | ------------------------------------- | ------------------------------------------------------------------------- |
| 3 липня 10 липня | Вімблдон Лондон, Велика Британія Великий шолом £14,814,000 – Трава 128S/96Q/64D/16Q/48X Одиночний розряд – Парний розряд – Змішаний парний розряд | Гарбінє Мугуруса 7–5, 6–0                         | Вінус Вільямс                            | Магдалена Рибарикова Джоанна Конта    | Світлана Кузнецова Коко Вандевей Олена Остапенко Симона Халеп             |
| 3 липня 10 липня | Вімблдон Лондон, Велика Британія Великий шолом £14,814,000 – Трава 128S/96Q/64D/16Q/48X Одиночний розряд – Парний розряд – Змішаний парний розряд | Катерина Макарова Олена Весніна 6–0, 6–0          | Чжань Хаоцін Моніка Нікулеску            | Магдалена Рибарикова Джоанна Конта    | Світлана Кузнецова Коко Вандевей Олена Остапенко Симона Халеп             |
| 3 липня 10 липня | Вімблдон Лондон, Велика Британія Великий шолом £14,814,000 – Трава 128S/96Q/64D/16Q/48X Одиночний розряд – Парний розряд – Змішаний парний розряд | Мартіна Хінгіс Джеймі Маррей 6–4, 6–4             | Гезер Вотсон Генрі Контінен              | Магдалена Рибарикова Джоанна Конта    | Світлана Кузнецова Коко Вандевей Олена Остапенко Симона Халеп             |
| 17 липня         | Відкритий чемпіонат Бухареста Бухарест, Румунія WTA International $250,000 – ґрунт – 32S/32Q/16D Одиночний розряд – Парний розряд                 | Ірина-Камелія Бегу 6–3, 7–5                       | Юлія Гергес                              | Ана Богдан Карла Суарес Наварро       | Анастасія Севастова Александра Дулгеру Полін Пармантьє Татьяна Марія      |
| 17 липня         | Відкритий чемпіонат Бухареста Бухарест, Румунія WTA International $250,000 – ґрунт – 32S/32Q/16D Одиночний розряд – Парний розряд                 | Ірина-Камелія Бегу Ралука Олару 6–3, 6–3          | Елізе Мертенс Демі Схюрс                 | Ана Богдан Карла Суарес Наварро       | Анастасія Севастова Александра Дулгеру Полін Пармантьє Татьяна Марія      |
| 17 липня         | Відкритий чемпіонат Швейцарії Гштаад, Швейцарія WTA International $250,000 – ґрунт – 32S/24Q/16D Одиночний розряд – Парний розряд                 | Кікі Бертенс 6–4, 3–6, 6–1                        | Анетт Контавейт                          | Тереза Мартінцова Сара Соррібес Тормо | Антонія Лоттнер Каріна Віттгефт Тамара Корпач Юганна Ларссон              |
| 17 липня         | Відкритий чемпіонат Швейцарії Гштаад, Швейцарія WTA International $250,000 – ґрунт – 32S/24Q/16D Одиночний розряд – Парний розряд                 | Кікі Бертенс Юганна Ларссон 7–6(7–4), 4–6, [10–7] | Вікторія Голубич Ніна Стоянович          | Тереза Мартінцова Сара Соррібес Тормо | Антонія Лоттнер Каріна Віттгефт Тамара Корпач Юганна Ларссон              |
| 24 липня         | Swedish Open Бостад, Швеція WTA International $250,000 – ґрунт – 32S/24Q/16D Одиночний розряд – Парний розряд                                     | Катержина Сінякова 6–3, 6–4                       | Каролін Возняцкі                         | Елізе Мертенс Каролін Гарсія          | Катерина Козлова Александра Крунич Барбора Крейчикова Анастасія Севастова |
| 24 липня         | Swedish Open Бостад, Швеція WTA International $250,000 – ґрунт – 32S/24Q/16D Одиночний розряд – Парний розряд                                     | Квірін Лемуан Аранча Рус 3–6, 6–3, [10–8]         | Марія Ірігоєн Барбора Крейчикова         | Елізе Мертенс Каролін Гарсія          | Катерина Козлова Александра Крунич Барбора Крейчикова Анастасія Севастова |
| 24 липня         | Jiangxi Open Наньчан, Китай WTA International $250,000 – Хард – 32S/24Q/16D Одиночний розряд – Парний розряд                                      | Пен Шуай 6–3, 6–2                                 | Нао Хібіно                               | Ван Яфань Хань Сіньюнь                | Сє Шувей Лу Цзінцзін Родіонова Аріна Іванівна Чжу Лінь                    |
| 24 липня         | Jiangxi Open Наньчан, Китай WTA International $250,000 – Хард – 32S/24Q/16D Одиночний розряд – Парний розряд                                      | Цзян Сіньюй Тан Цяньхуей 6–3, 6–2                 | Алла Кудрявцева Родіонова Аріна Іванівна | Ван Яфань Хань Сіньюнь                | Сє Шувей Лу Цзінцзін Родіонова Аріна Іванівна Чжу Лінь                    |
| 31 липня         | Stanford Classic Стенфорд , США WTA Premier $776,000 – Хард – 28S/16Q/16D Одиночний розряд – Парний розряд                                        | Медісон Кіз 7–6 (7–4), 6–4                        | Коко Вандевей                            | Гарбінє Мугуруса Кетрін Белліс        | Ана Конюх Леся Цуренко Анастасія Павлюченкова Петра Квітова               |
| 31 липня         | Stanford Classic Стенфорд , США WTA Premier $776,000 – Хард – 28S/16Q/16D Одиночний розряд – Парний розряд                                        | Абігейл Спірс Коко Вандевей 6–2, 6–3              | Алізе Корне Аліція Росольська            | Гарбінє Мугуруса Кетрін Белліс        | Ана Конюх Леся Цуренко Анастасія Павлюченкова Петра Квітова               |
| 31 липня         | Відкритий чемпіонат Вашингтона Вашингтон, США WTA International $250,000 – Хард – 32S/16Q/16D Одиночний розряд – Парний розряд                    | Катерина Макарова 3–6, 7–6(7–2), 6–0              | Юлія Гергес                              | Осеан Доден Андреа Петкович           | Симона Халеп Сабіне Лісіцкі Моніка Нікулеску Б'янка Андрееску             |
| 31 липня         | Відкритий чемпіонат Вашингтона Вашингтон, США WTA International $250,000 – Хард – 32S/16Q/16D Одиночний розряд – Парний розряд                    | Аояма Сюко Рената Ворачова 6–3, 6–2               | Ежені Бушар Слоун Стівенс                | Осеан Доден Андреа Петкович           | Симона Халеп Сабіне Лісіцкі Моніка Нікулеску Б'янка Андрееску             |

### Серпень
| Тиждень             | Турнір | Чемпіонки                                     | Фіналістки                         | Півфіналістки                    | Чвертьфіналістки                                                 |
| ------------------- | --- | --------------------------------------------- | ---------------------------------- | -------------------------------- | ---------------------------------------------------------------- |
| 7 серпня            | Відкритий чемпіонат Канади Торонто, Канада WTA Premier 5 $2,735,139 – Хард – 56S/48Q/28D Одиночний розряд – Парний розряд                          | Еліна Світоліна 6–4, 6–0                      | Каролін Возняцкі                   | Слоун Стівенс Симона Халеп       | Кароліна Плішкова Луціє Шафарова Гарбінє Мугуруса Каролін Гарсія |
| 7 серпня            | Відкритий чемпіонат Канади Торонто, Канада WTA Premier 5 $2,735,139 – Хард – 56S/48Q/28D Одиночний розряд – Парний розряд                          | Катерина Макарова Олена Весніна 6–0, 6–4      | Анна-Лена Гренефельд Квета Пешке   | Слоун Стівенс Симона Халеп       | Кароліна Плішкова Луціє Шафарова Гарбінє Мугуруса Каролін Гарсія |
| 14 серпня           | Цинциннаті Open Мейсон, США WTA Premier 5 $2,836,904 – Хард – 56S/48Q/28D Одиночний розряд – Парний розряд                                         | Гарбінє Мугуруса 6–1, 6–0                     | Симона Халеп                       | Кароліна Плішкова Слоун Стівенс  | Каролін Возняцкі Світлана Кузнецова Юлія Гергес Джоанна Конта    |
| 14 серпня           | Цинциннаті Open Мейсон, США WTA Premier 5 $2,836,904 – Хард – 56S/48Q/28D Одиночний розряд – Парний розряд                                         | Чжань Юнжань Мартіна Хінгіс 4–6, 6–4, [10–7]  | Сє Шувей Моніка Нікулеску          | Кароліна Плішкова Слоун Стівенс  | Каролін Возняцкі Світлана Кузнецова Юлія Гергес Джоанна Конта    |
| 21 серпня           | Connecticut Open Нью-Гейвен, США WTA Premier $776,000 – Хард – 30S/48Q/16D Одиночний розряд – Парний розряд                                        | Дарія Гаврилова 4–6, 6–3, 6–4                 | Домініка Цібулкова                 | Агнешка Радванська Елізе Мертенс | Пен Шуай Кірстен Фліпкенс Чжан Шуай Анастасія Павлюченкова       |
| 21 серпня           | Connecticut Open Нью-Гейвен, США WTA Premier $776,000 – Хард – 30S/48Q/16D Одиночний розряд – Парний розряд                                        | Габріела Дабровскі Сюй Їфань 3–6, 6–3, [10–8] | Ешлі Барті Кейсі Деллаква          | Агнешка Радванська Елізе Мертенс | Пен Шуай Кірстен Фліпкенс Чжан Шуай Анастасія Павлюченкова       |
| 28 серпня 4 вересня | Відкритий чемпіонат США Нью-Йорк, США Великий шолом $24,193,400 – Хард 128S/128Q/64D/32X Одиночний розряд – Парний розряд – Змішаний парний розряд | Слоун Стівенс 6–3, 6–0                        | Медісон Кіз                        | Коко Вандевей Вінус Вільямс      | Кароліна Плішкова Кая Канепі Петра Квітова Анастасія Севастова   |
| 28 серпня 4 вересня | Відкритий чемпіонат США Нью-Йорк, США Великий шолом $24,193,400 – Хард 128S/128Q/64D/32X Одиночний розряд – Парний розряд – Змішаний парний розряд | Чжань Юнжань Мартіна Хінгіс 6–3, 6–2          | Луціє Градецька Катержина Сінякова | Коко Вандевей Вінус Вільямс      | Кароліна Плішкова Кая Канепі Петра Квітова Анастасія Севастова   |
| 28 серпня 4 вересня | Відкритий чемпіонат США Нью-Йорк, США Великий шолом $24,193,400 – Хард 128S/128Q/64D/32X Одиночний розряд – Парний розряд – Змішаний парний розряд | Мартіна Хінгіс Джеймі Маррей 6–1, 4–6, [10–8] | Чжань Хаоцін Майкл Венус           | Коко Вандевей Вінус Вільямс      | Кароліна Плішкова Кая Канепі Петра Квітова Анастасія Севастова   |

### Вересень
| Тиждень    | Турнір | Чемпіонки                                         | Фіналістки                       | Півфіналістки                    | Чвертьфіналістки                                                               |
| ---------- | --- | ------------------------------------------------- | -------------------------------- | -------------------------------- | ------------------------------------------------------------------------------ |
| 11 вересня | Турнірівоі de Québec Квебек, Канада WTA International $250,000 – Килим (i) – 32S/24Q/16D Одиночний розряд – Парний розряд | Алісон ван Ейтванк 5–7, 6–4, 6–1                  | Тімеа Бабош                      | Луціє Шафарова Татьяна Марія     | Луціє Градецька Франсуаз Абанда Сачія Вікері Каролін Доулгайд                  |
| 11 вересня | Турнірівоі de Québec Квебек, Канада WTA International $250,000 – Килим (i) – 32S/24Q/16D Одиночний розряд – Парний розряд | Тімеа Бабош Андреа Главачкова 6–3, 6–1            | Б'янка Андрееску Карсон Бренстін | Луціє Шафарова Татьяна Марія     | Луціє Градецька Франсуаз Абанда Сачія Вікері Каролін Доулгайд                  |
| 11 вересня | Japan Women's Open Токіо, Японія WTA International $250,000 – Хард – 32S/32Q/16D Одиночний розряд – Парний розряд         | Заріна Діяс 6–2, 7–5                              | Мію Като                         | Яна Фетт Крістіна Макгейл        | Ван Цян Александра Крунич Елізе Мертенс Юлія Путінцева                         |
| 11 вересня | Japan Women's Open Токіо, Японія WTA International $250,000 – Хард – 32S/32Q/16D Одиночний розряд – Парний розряд         | Аояма Сюко Ян Чжаосюань 6–0, 2–6, [10–5]          | Монік Адамчак Сторм Сендерз      | Яна Фетт Крістіна Макгейл        | Ван Цян Александра Крунич Елізе Мертенс Юлія Путінцева                         |
| 18 вересня | Pan Pacific Open Токіо, Японія WTA Premier $1,000,000 – Хард – 28S/32Q/16D Одиночний розряд – Парний розряд               | Каролін Возняцкі 6–0, 7–5                         | Анастасія Павлюченкова           | Гарбінє Мугуруса Анджелік Кербер | Каролін Гарсія Домініка Цібулкова Барбора Заглавова-Стрицова Кароліна Плішкова |
| 18 вересня | Pan Pacific Open Токіо, Японія WTA Premier $1,000,000 – Хард – 28S/32Q/16D Одиночний розряд – Парний розряд               | Андрея Клепач Марія Хосе Мартінес Санчес 6–3, 6–2 | Дарія Гаврилова Дарія Касаткіна  | Гарбінє Мугуруса Анджелік Кербер | Каролін Гарсія Домініка Цібулкова Барбора Заглавова-Стрицова Кароліна Плішкова |
| 18 вересня | Korea Open Сеул, Південна Корея WTA International $250,000 – Хард – 32S/32Q/16D Одиночний розряд – Парний розряд          | Олена Остапенко 6–7(5–7), 6–1, 6–4                | Беатріс Аддад Майя               | Луксіка Кумхун Рішель Гогеркамп  | Вероніка Сепеде Ройг Сорана Кирстя Сара Соррібес Тормо Прісцілла Хон           |
| 18 вересня | Korea Open Сеул, Південна Корея WTA International $250,000 – Хард – 32S/32Q/16D Одиночний розряд – Парний розряд          | Кікі Бертенс Юганна Ларссон 6–4, 6–1              | Луксіка Кумхун Пеангтарн Пліпич  | Луксіка Кумхун Рішель Гогеркамп  | Вероніка Сепеде Ройг Сорана Кирстя Сара Соррібес Тормо Прісцілла Хон           |
| 18 вересня | Guangzhou Open Гуанчжоу, Китай WTA International $250,000 – Хард – 32S/24Q/16D Одиночний розряд – Парний розряд           | Чжан Шуай 6–2, 3–6, 6–2                           | Александра Крунич                | Яніна Вікмаєр Євгенія Родіна     | Алізе Корне Ребекка Петерсон Лізетт Кабрера Катерина Козлова                   |
| 18 вересня | Guangzhou Open Гуанчжоу, Китай WTA International $250,000 – Хард – 32S/24Q/16D Одиночний розряд – Парний розряд           | Елізе Мертенс Демі Схюрс 6–2, 6–3                 | Монік Адамчак Сторм Сендерз      | Яніна Вікмаєр Євгенія Родіна     | Алізе Корне Ребекка Петерсон Лізетт Кабрера Катерина Козлова                   |
| 25 вересня | Wuhan Open Ухань, Китай WTA Premier 5 $2,666,000 – Хард – 56S/32Q/28D Одиночний розряд – Парний розряд                    | Каролін Гарсія 6–7(3–7), 7–6(7–4), 6–2            | Ешлі Барті                       | Олена Остапенко Марія Саккарі    | Гарбінє Мугуруса Кароліна Плішкова Алізе Корне Катерина Макарова               |
| 25 вересня | Wuhan Open Ухань, Китай WTA Premier 5 $2,666,000 – Хард – 56S/32Q/28D Одиночний розряд – Парний розряд                    | Чжань Юнжань Мартіна Хінгіс 7–6(7–5), 3–6, [10–4] | Аояма Сюко Ян Чжаосюань          | Олена Остапенко Марія Саккарі    | Гарбінє Мугуруса Кароліна Плішкова Алізе Корне Катерина Макарова               |
| 25 вересня | Tashkent Open Ташкент, Узбекистан WTA International $250,000 – Хард – 32S/16Q/16D Одиночний розряд – Парний розряд        | Катерина Бондаренко 6–4, 6–4                      | Тімеа Бабош                      | Віра Звонарьова Арина Соболенко  | Курумі Нара Александра Крунич Катерина Козлова Штефані Феґеле                  |
| 25 вересня | Tashkent Open Ташкент, Узбекистан WTA International $250,000 – Хард – 32S/16Q/16D Одиночний розряд – Парний розряд        | Тімеа Бабош Андреа Главачкова 7–5, 6–4            | Нао Хібіно Оксана Калашникова    | Віра Звонарьова Арина Соболенко  | Курумі Нара Александра Крунич Катерина Козлова Штефані Феґеле                  |

### Жовтень
| Тиждень   | Турнір | Чемпіонки                                                         | Фіналістки                               | Півфіналістки                         | Чвертьфіналістки |
| --------- | --- | ----------------------------------------------------------------- | ---------------------------------------- | ------------------------------------- | --- |
| 2 жовтня  | China Open Пекін, Китай WTA Premier Mandatory $6,289,521 – Хард – 61S/32Q/28D Одиночний розряд – Парний розряд                     | Каролін Гарсія 6–4, 7–6(7–3)                                      | Симона Халеп                             | Петра Квітова Олена Остапенко         | Барбора Заглавова-Стрицова Еліна Світоліна Сорана Кирстя Дарія Касаткіна                                                                                        |
| 2 жовтня  | China Open Пекін, Китай WTA Premier Mandatory $6,289,521 – Хард – 61S/32Q/28D Одиночний розряд – Парний розряд                     | Чжань Юнжань Мартіна Хінгіс 6–1, 6–4                              | Тімеа Бабош Андреа Главачкова            | Петра Квітова Олена Остапенко         | Барбора Заглавова-Стрицова Еліна Світоліна Сорана Кирстя Дарія Касаткіна                                                                                        |
| 9 жовтня  | Tianjin Open Тяньдзінь, Китай WTA International $500,000 – Хард – 32S/24Q/16D Одиночний розряд – Парний розряд                     | Марія Шарапова 7–5, 7–6(10–8)                                     | Арина Соболенко                          | Пен Шуай Сара Еррані                  | Штефані Феґеле Сара Соррібес Тормо Крістіна Макгейл Чжу Лінь |
| 9 жовтня  | Tianjin Open Тяньдзінь, Китай WTA International $500,000 – Хард – 32S/24Q/16D Одиночний розряд – Парний розряд                     | Ірина-Камелія Бегу Сара Еррані 6–4, 6–3                           | Даліла Якупович Ніна Стоянович           | Пен Шуай Сара Еррані                  | Штефані Феґеле Сара Соррібес Тормо Крістіна Макгейл Чжу Лінь |
| 9 жовтня  | Hong Kong Open Гонконг WTA International $250,000 – Хард – 32S/24Q/16D Одиночний розряд – Парний розряд                            | Анастасія Павлюченкова 5–7, 6–3, 7–6(7–3)                         | Дарія Гаврилова                          | Дженніфер Брейді Ван Цян              | Ніколь Гіббс Лізетт Кабрера Саманта Стосур Наомі Осака |
| 9 жовтня  | Hong Kong Open Гонконг WTA International $250,000 – Хард – 32S/24Q/16D Одиночний розряд – Парний розряд                            | Чжань Хаоцін Чжань Юнжань 6–1, 6–1                                | Лу Цзяцзін Ван Цян                       | Дженніфер Брейді Ван Цян              | Ніколь Гіббс Лізетт Кабрера Саманта Стосур Наомі Осака |
| 9 жовтня  | Linz Open Лінц, Австрія WTA International $250,000 – Хард (п) – 32S/32Q/16D Одиночний розряд – Парний розряд                       | Барбора Заглавова-Стрицова 6–4, 6–1                               | Магдалена Рибарикова                     | Вікторія Голубич Міхаела Бузернеску   | Сорана Кирстя Юганна Ларссон Белінда Бенчич Татьяна Марія |
| 9 жовтня  | Linz Open Лінц, Австрія WTA International $250,000 – Хард (п) – 32S/32Q/16D Одиночний розряд – Парний розряд                       | Кікі Бертенс Юганна Ларссон 3–6, 6–3, [10–4]                      | Дзаламідзе Натела Георгіївна Ксенія Нолл | Вікторія Голубич Міхаела Бузернеску   | Сорана Кирстя Юганна Ларссон Белінда Бенчич Татьяна Марія |
| 16 жовтня | Кубок Кремля Москва, Росія WTA Premier $790,208 – Хард (п) – 28S/32Q/16D Одиночний розряд – Парний розряд                          | Юлія Гергес 6–1, 6–2                                              | Дарія Касаткіна                          | Ірина-Камелія Бегу Наталія Віхлянцева | Олександра Соснович Віра Лапко Алізе Корне Леся Цуренко |
| 16 жовтня | Кубок Кремля Москва, Росія WTA Premier $790,208 – Хард (п) – 28S/32Q/16D Одиночний розряд – Парний розряд                          | Тімеа Бабош Андреа Главачкова 6–2, 3–6, [10–3]                    | Ніколь Меліхар Анна Сміт                 | Ірина-Камелія Бегу Наталія Віхлянцева | Олександра Соснович Віра Лапко Алізе Корне Леся Цуренко |
| 16 жовтня | Luxembourg Open Люксембург, Люксембург WTA International $250,000 – Хард (п) – 32S/32Q/16D Одиночний розряд – Парний розряд        | Каріна Віттгефт 6–3, 7–5                                          | Моніка Пуїг                              | Елізе Мертенс Полін Пармантьє         | Наомі Броді Гезер Вотсон Юганна Ларссон Кікі Бертенс |
| 16 жовтня | Luxembourg Open Люксембург, Люксембург WTA International $250,000 – Хард (п) – 32S/32Q/16D Одиночний розряд – Парний розряд        | Леслі Керкгове Морозова Лідія Олександрівна 6–7(4–7), 6–4, [10–6] | Ежені Бушар Кірстен Фліпкенс             | Елізе Мертенс Полін Пармантьє         | Наомі Броді Гезер Вотсон Юганна Ларссон Кікі Бертенс |
| 23 жовтня | Фінал WTA Сінгапур Чемпіонат закінчення року $7,000,000 – Хард (п) – 8S (RR)/8D Одиночний розряд – Парний розряд                   | Каролін Возняцкі 6–4, 6–4                                         | Вінус Вільямс                            | Кароліна Плішкова Каролін Гарсія      | Круговий турнір Еліна Світоліна Симона Халеп Олена Остапенко Гарбінє Мугуруса                                                                                   |
| 23 жовтня | Фінал WTA Сінгапур Чемпіонат закінчення року $7,000,000 – Хард (п) – 8S (RR)/8D Одиночний розряд – Парний розряд                   | Тімеа Бабош Андреа Главачкова 4–6, 6–4, [10–5]                    | Кікі Бертенс Юганна Ларссон              | Кароліна Плішкова Каролін Гарсія      | Круговий турнір Еліна Світоліна Симона Халеп Олена Остапенко Гарбінє Мугуруса                                                                                   |
| 30 жовтня | WTA Elite Trophy Чгухай, Китай Чемпіонат закінчення року $2,280,935 – Хард (п) – 12S (RR)/6D (RR) Одиночний розряд – Парний розряд | Юлія Гергес 7–5, 6–1                                              | Коко Вандевей                            | Ешлі Барті Анастасія Севастова        | Круговий турнір Магдалена Рибарикова Крістіна Младенович Пен Шуай Олена Весніна Барбора Заглавова-Стрицова Слоун Стівенс Анастасія Павлюченкова Анджелік Кербер |
| 30 жовтня | WTA Elite Trophy Чгухай, Китай Чемпіонат закінчення року $2,280,935 – Хард (п) – 12S (RR)/6D (RR) Одиночний розряд – Парний розряд | Дуань Інін Хань Сіньюнь 6–2, 6–1                                  | Лу Цзінцзін Чжан Шуай                    | Ешлі Барті Анастасія Севастова        | Круговий турнір Магдалена Рибарикова Крістіна Младенович Пен Шуай Олена Весніна Барбора Заглавова-Стрицова Слоун Стівенс Анастасія Павлюченкова Анджелік Кербер |

### Листопад
| Тиждень         | Турнір                                            | Чемпіонки                     | Фіналістки | Півфіналістки | Чвертьфіналістки |
| --------------- | ------------------------------------------------- | ----------------------------- | ---------- | ------------- | ---------------- |
| 11–12 листопада | Фінал Кубка Федерації Мінськ, Білорусь – Хард (п) | Сполучені Штати Америки · 3–2 | Білорусь   |               |                  |

## Статистична інформація
Ці таблиці показують кількість виграних турнірів кожною окремою гравчинею та представницями різних країн. Враховані одиночні (S), парні (D) та змішані (X) титули на турнірах усіх рівнів: Великий шолом, чемпіонати закінчення сезону (Чемпіонат Туру WTA і Турнір of Champions), Турніри WTA Premier (Premier Mandatory, Premier 5 і звичайні Premier), а також Турніри WTA International. Гравчинь і країни розподілено за такими показниками:
1. Загальна кількість титулів (титул в парному розряді, виграний двома тенісистками, які представляють одну й ту саму країну, зараховано як  лише один виграш для країни);
2. Сумарна цінність усіх виграних титулів (одна перемога на турнірі Великого шолома, дорівнює двом перемогам на турнірі Premier Mandatory/Premier 5, одна перемога на чемпіонаті закінчення сезону дорівнює півтора перемогам на Premier Mandatory/Premier 5, одна перемога на Mandatory/Premier 5 дорівнює двом перемогам на звичайних Premier, одна перемога на Premier дорівнює двом перемогам на International);
3. Ієрархія розрядів: одиночний > парний > змішаний;
4. Алфавітний порядок (для гравчинь за прізвищем).

### Легенда
| Турніри Великого шолома      |
| Чемпіонати закінчення сезону |
| WTA Premier Mandatory        |
| WTA Premier 5                |
| WTA Premier                  |
| WTA International            |

### Титули окремих гравчинь
| Загалом | Гравчиня                           | S | D | X | S | D | S | D | S | D | S | D | S | D | S | D  | X |
| ------- | ---------------------------------- | - | - | - | - | - | - | - | - | - | - | - | - | - | - | -- | - |
| 11      | Мартіна Хінгіс (SUI)               |   | ● | ● |   |   |   | ● |   | ● |   | ● |   | ● | 0 | 9  | 2 |
| 11      | Чжань Юнжань (TPE)                 |   | ● |   |   |   |   | ● |   | ● |   | ● |   | ● | 0 | 11 | 0 |
| 7       | Тімеа Бабош (HUN)                  |   |   |   |   | ● |   |   |   |   |   | ● | ● | ● | 1 | 6  | 0 |
| 6       | Андреа Главачкова (CZE)            |   |   |   |   | ● |   |   |   |   |   | ● |   | ● | 0 | 6  | 0 |
| 6       | Кікі Бертенс (NED)                 |   |   |   |   |   |   |   |   |   |   |   | ● | ● | 2 | 4  | 0 |
| 5       | Еліна Світоліна (UKR)              |   |   |   |   |   |   |   | ● |   |   |   | ● |   | 5 | 0  | 0 |
| 4       | Бетані Маттек-Сендс (USA)          |   | ● |   |   |   |   |   |   |   |   | ● |   |   | 0 | 4  | 0 |
| 4       | Олена Остапенко (LAT)              | ● |   |   |   |   |   |   |   |   |   | ● | ● |   | 2 | 2  | 0 |
| 4       | Олена Весніна (RUS)                |   | ● |   |   |   | ● |   |   | ● |   |   |   |   | 1 | 3  | 0 |
| 4       | Катерина Макарова (RUS)            |   | ● |   |   |   |   |   |   | ● |   |   | ● |   | 1 | 3  | 0 |
| 4       | Анастасія Павлюченкова (RUS)       |   |   |   |   |   |   |   |   |   |   | ● | ● |   | 3 | 1  | 0 |
| 4       | Ешлі Барті (AUS)                   |   |   |   |   |   |   |   |   |   |   | ● | ● | ● | 1 | 3  | 0 |
| 4       | Юганна Ларссон (SWE)               |   |   |   |   |   |   |   |   |   |   |   |   | ● | 0 | 4  | 0 |
| 3       | Луціє Шафарова (CZE)               |   | ● |   |   |   |   |   |   |   |   | ● |   |   | 0 | 3  | 0 |
| 3       | Габріела Дабровскі (CAN)           |   |   | ● |   |   |   | ● |   |   |   | ● |   |   | 0 | 2  | 1 |
| 3       | Абігейл Спірс (USA)                |   |   | ● |   |   |   |   |   |   |   | ● |   |   | 0 | 2  | 1 |
| 3       | Кароліна Плішкова (CZE)            |   |   |   |   |   |   |   |   |   | ● |   |   |   | 3 | 0  | 0 |
| 3       | Кейсі Деллаква (AUS)               |   |   |   |   |   |   |   |   |   |   | ● |   | ● | 0 | 3  | 0 |
| 3       | Ірина-Камелія Бегу (ROU)           |   |   |   |   |   |   |   |   |   |   |   | ● | ● | 1 | 2  | 0 |
| 2       | Гарбінє Мугуруса (ESP)             | ● |   |   |   |   |   |   | ● |   |   |   |   |   | 2 | 0  | 0 |
| 2       | Юлія Гергес (GER)                  |   |   |   | ● |   |   |   |   |   | ● |   |   |   | 2 | 0  | 0 |
| 2       | Каролін Возняцкі (DEN)             |   |   |   | ● |   |   |   |   |   | ● |   |   |   | 2 | 0  | 0 |
| 2       | Каролін Гарсія (FRA)               |   |   |   |   |   | ● |   | ● |   |   |   |   |   | 2 | 0  | 0 |
| 2       | Джоанна Конта (GBR)                |   |   |   |   |   | ● |   |   |   | ● |   |   |   | 2 | 0  | 0 |
| 2       | Сюй Їфань (CHN)                    |   |   |   |   |   |   | ● |   |   |   | ● |   |   | 0 | 2  | 0 |
| 2       | Аліція Росольська (POL)            |   |   |   |   |   |   |   |   |   |   | ● |   | ● | 0 | 2  | 0 |
| 2       | Катержина Сінякова (CZE)           |   |   |   |   |   |   |   |   |   |   |   | ● |   | 2 | 0  | 0 |
| 2       | Елізе Мертенс (BEL)                |   |   |   |   |   |   |   |   |   |   |   | ● | ● | 1 | 1  | 0 |
| 2       | Пен Шуай (CHN)                     |   |   |   |   |   |   |   |   |   |   |   | ● | ● | 1 | 1  | 0 |
| 2       | Аояма Сюко (JPN)                   |   |   |   |   |   |   |   |   |   |   |   |   | ● | 0 | 2  | 0 |
| 2       | Чжань Хаоцін (TPE)                 |   |   |   |   |   |   |   |   |   |   |   |   | ● | 0 | 2  | 0 |
| 2       | Сє Шувей (TPE)                     |   |   |   |   |   |   |   |   |   |   |   |   | ● | 0 | 2  | 0 |
| 2       | Ралука Олару (ROU)                 |   |   |   |   |   |   |   |   |   |   |   |   | ● | 0 | 2  | 0 |
| 1       | Слоун Стівенс (USA)                | ● |   |   |   |   |   |   |   |   |   |   |   |   | 1 | 0  | 0 |
| 1       | Серена Вільямс (USA)               | ● |   |   |   |   |   |   |   |   |   |   |   |   | 1 | 0  | 0 |
| 1       | Дуань Інін (CHN)                   |   |   |   |   | ● |   |   |   |   |   |   |   |   | 0 | 1  | 0 |
| 1       | Хань Сіньюнь (CHN)                 |   |   |   |   | ● |   |   |   |   |   |   |   |   | 0 | 1  | 0 |
| 1       | Симона Халеп (ROU)                 |   |   |   |   |   | ● |   |   |   |   |   |   |   | 1 | 0  | 0 |
| 1       | Дарія Гаврилова (AUS)              |   |   |   |   |   |   |   |   |   | ● |   |   |   | 1 | 0  | 0 |
| 1       | Дарія Касаткіна (RUS)              |   |   |   |   |   |   |   |   |   | ● |   |   |   | 1 | 0  | 0 |
| 1       | Медісон Кіз (USA)                  |   |   |   |   |   |   |   |   |   | ● |   |   |   | 1 | 0  | 0 |
| 1       | Петра Квітова (CZE)                |   |   |   |   |   |   |   |   |   | ● |   |   |   | 1 | 0  | 0 |
| 1       | Крістіна Младенович (FRA)          |   |   |   |   |   |   |   |   |   | ● |   |   |   | 1 | 0  | 0 |
| 1       | Лаура Зігемунд (GER)               |   |   |   |   |   |   |   |   |   | ● |   |   |   | 1 | 0  | 0 |
| 1       | Ракель Атаво (USA)                 |   |   |   |   |   |   |   |   |   |   | ● |   |   | 0 | 1  | 0 |
| 1       | Андрея Клепач (SLO)                |   |   |   |   |   |   |   |   |   |   | ● |   |   | 0 | 1  | 0 |
| 1       | Марія Хосе Мартінес Санчес (ESP)   |   |   |   |   |   |   |   |   |   |   | ● |   |   | 0 | 1  | 0 |
| 1       | Саня Мірза (IND)                   |   |   |   |   |   |   |   |   |   |   | ● |   |   | 0 | 1  | 0 |
| 1       | Катарина Среботнік (SLO)           |   |   |   |   |   |   |   |   |   |   | ● |   |   | 0 | 1  | 0 |
| 1       | Коко Вандевей (USA)                |   |   |   |   |   |   |   |   |   |   | ● |   |   | 0 | 1  | 0 |
| 1       | Мона Бартель (GER)                 |   |   |   |   |   |   |   |   |   |   |   | ● |   | 1 | 0  | 0 |
| 1       | Катерина Бондаренко (UKR)          |   |   |   |   |   |   |   |   |   |   |   | ● |   | 1 | 0  | 0 |
| 1       | Лорен Девіс (USA)                  |   |   |   |   |   |   |   |   |   |   |   | ● |   | 1 | 0  | 0 |
| 1       | Заріна Діяс (KAZ)                  |   |   |   |   |   |   |   |   |   |   |   | ● |   | 1 | 0  | 0 |
| 1       | Анетт Контавейт (EST)              |   |   |   |   |   |   |   |   |   |   |   | ● |   | 1 | 0  | 0 |
| 1       | Франческа Ск'явоне (ITA)           |   |   |   |   |   |   |   |   |   |   |   | ● |   | 1 | 0  | 0 |
| 1       | Анастасія Севастова (LAT)          |   |   |   |   |   |   |   |   |   |   |   | ● |   | 1 | 0  | 0 |
| 1       | Марія Шарапова (RUS)               |   |   |   |   |   |   |   |   |   |   |   | ● |   | 1 | 0  | 0 |
| 1       | Саманта Стосур (AUS)               |   |   |   |   |   |   |   |   |   |   |   | ● |   | 1 | 0  | 0 |
| 1       | Барбора Заглавова-Стрицова (CZE)   |   |   |   |   |   |   |   |   |   |   |   | ● |   | 1 | 0  | 0 |
| 1       | Леся Цуренко (UKR)                 |   |   |   |   |   |   |   |   |   |   |   | ● |   | 1 | 0  | 0 |
| 1       | Алісон ван Ейтванк (BEL)           |   |   |   |   |   |   |   |   |   |   |   | ● |   | 1 | 0  | 0 |
| 1       | Донна Векич (CRO)                  |   |   |   |   |   |   |   |   |   |   |   | ● |   | 1 | 0  | 0 |
| 1       | Маркета Вондроушова (CZE)          |   |   |   |   |   |   |   |   |   |   |   | ● |   | 1 | 0  | 0 |
| 1       | Каріна Віттгефт (GER)              |   |   |   |   |   |   |   |   |   |   |   | ● |   | 1 | 0  | 0 |
| 1       | Чжан Шуай (CHN)                    |   |   |   |   |   |   |   |   |   |   |   | ● |   | 1 | 0  | 0 |
| 1       | Монік Адамчак (AUS)                |   |   |   |   |   |   |   |   |   |   |   |   | ● | 0 | 1  | 0 |
| 1       | Домініка Цібулкова (SVK)           |   |   |   |   |   |   |   |   |   |   |   |   | ● | 0 | 1  | 0 |
| 1       | Сара Еррані (ITA)                  |   |   |   |   |   |   |   |   |   |   |   |   | ● | 0 | 1  | 0 |
| 1       | Кірстен Фліпкенс (BEL)             |   |   |   |   |   |   |   |   |   |   |   |   | ● | 0 | 1  | 0 |
| 1       | Анна-Лена Гренефельд (GER)         |   |   |   |   |   |   |   |   |   |   |   |   | ● | 0 | 1  | 0 |
| 1       | Беатріс Аддад Майя (BRA)           |   |   |   |   |   |   |   |   |   |   |   |   | ● | 0 | 1  | 0 |
| 1       | Нао Хібіно (JPN)                   |   |   |   |   |   |   |   |   |   |   |   |   | ● | 0 | 1  | 0 |
| 1       | Даліла Якупович (SLO)              |   |   |   |   |   |   |   |   |   |   |   |   | ● | 0 | 1  | 0 |
| 1       | Цзян Сіньюй (CHN)                  |   |   |   |   |   |   |   |   |   |   |   |   | ● | 0 | 1  | 0 |
| 1       | Дарія Юрак (CRO)                   |   |   |   |   |   |   |   |   |   |   |   |   | ● | 0 | 1  | 0 |
| 1       | Оксана Калашникова (GEO)           |   |   |   |   |   |   |   |   |   |   |   |   | ● | 0 | 1  | 0 |
| 1       | Леслі Керкгове (NED)               |   |   |   |   |   |   |   |   |   |   |   |   | ● | 0 | 1  | 0 |
| 1       | Надія Кіченок (UKR)                |   |   |   |   |   |   |   |   |   |   |   |   | ● | 0 | 1  | 0 |
| 1       | Квірін Лемуан (NED)                |   |   |   |   |   |   |   |   |   |   |   |   | ● | 0 | 1  | 0 |
| 1       | Морозова Лідія Олександрівна (BLR) |   |   |   |   |   |   |   |   |   |   |   |   | ● | 0 | 1  | 0 |
| 1       | Ніколь Меліхар (USA)               |   |   |   |   |   |   |   |   |   |   |   |   | ● | 0 | 1  | 0 |
| 1       | Моніка Нікулеску (ROU)             |   |   |   |   |   |   |   |   |   |   |   |   | ● | 0 | 1  | 0 |
| 1       | Квета Пешке (CZE)                  |   |   |   |   |   |   |   |   |   |   |   |   | ● | 0 | 1  | 0 |
| 1       | Надя Подороска (ARG)               |   |   |   |   |   |   |   |   |   |   |   |   | ● | 0 | 1  | 0 |
| 1       | Анастасія Родіонова (AUS)          |   |   |   |   |   |   |   |   |   |   |   |   | ● | 0 | 1  | 0 |
| 1       | Аранча Рус (NED)                   |   |   |   |   |   |   |   |   |   |   |   |   | ● | 0 | 1  | 0 |
| 1       | Сторм Сендерз (AUS)                |   |   |   |   |   |   |   |   |   |   |   |   | ● | 0 | 1  | 0 |
| 1       | Ольга Савчук (UKR)                 |   |   |   |   |   |   |   |   |   |   |   |   | ● | 0 | 1  | 0 |
| 1       | Демі Схюрс (NED)                   |   |   |   |   |   |   |   |   |   |   |   |   | ● | 0 | 1  | 0 |
| 1       | Анна Сміт (GBR)                    |   |   |   |   |   |   |   |   |   |   |   |   | ● | 0 | 1  | 0 |
| 1       | Тан Цяньхуей (CHN)                 |   |   |   |   |   |   |   |   |   |   |   |   | ● | 0 | 1  | 0 |
| 1       | Рената Ворачова (CZE)              |   |   |   |   |   |   |   |   |   |   |   |   | ● | 0 | 1  | 0 |
| 1       | Ян Чжаосюань (CHN)                 |   |   |   |   |   |   |   |   |   |   |   |   | ● | 0 | 1  | 0 |

### Титули за країнами
| Загалом | Країна                  | S | D | X | S | D | S | D | S | D | S | D | S | D | S | D  | X |
| ------- | ----------------------- | - | - | - | - | - | - | - | - | - | - | - | - | - | - | -- | - |
| 19      | Чехія (CZE)             |   | 2 |   |   | 1 |   |   |   |   | 4 | 2 | 4 | 6 | 8 | 11 | 0 |
| 13      | США (USA)               | 2 | 2 | 1 |   |   |   |   |   |   | 1 | 5 | 1 | 1 | 4 | 8  | 1 |
| 13      | Китайський Тайбей (TPE) |   | 1 |   |   |   |   | 3 |   | 3 |   | 1 |   | 5 | 0 | 13 | 0 |
| 11      | Швейцарія (SUI)         |   | 1 | 2 |   |   |   | 3 |   | 3 |   | 1 |   | 1 | 0 | 9  | 2 |
| 11      | Росія (RUS)             |   | 1 |   |   |   | 1 |   |   | 2 | 1 | 1 | 5 |   | 7 | 4  | 0 |
| 9       | Україна (UKR)           |   |   |   |   |   |   |   | 3 |   |   |   | 4 | 2 | 7 | 2  | 0 |
| 9       | Нідерланди (NED)        |   |   |   |   |   |   |   |   |   |   |   | 2 | 7 | 2 | 7  | 0 |
| 8       | КНР (CHN)               |   |   |   |   | 1 |   | 1 |   |   |   | 1 | 2 | 3 | 2 | 6  | 0 |
| 8       | Австралія (AUS)         |   |   |   |   |   |   |   |   |   | 1 | 1 | 2 | 4 | 3 | 5  | 0 |
| 7       | Угорщина (HUN)          |   |   |   |   | 1 |   |   |   |   |   | 2 | 1 | 3 | 1 | 6  | 0 |
| 6       | Німеччина (GER)         |   |   |   | 1 |   |   |   |   |   | 2 |   | 2 | 1 | 5 | 1  | 0 |
| 6       | Румунія (ROU)           |   |   |   |   |   | 1 |   |   |   |   |   | 1 | 4 | 2 | 4  | 0 |
| 5       | Латвія (LAT)            | 1 |   |   |   |   |   |   |   |   |   | 2 | 2 |   | 3 | 2  | 0 |
| 4       | Бельгія (BEL)           |   |   |   |   |   |   |   |   |   |   |   | 2 | 2 | 2 | 2  | 0 |
| 4       | Швеція (SWE)            |   |   |   |   |   |   |   |   |   |   |   |   | 4 | 0 | 4  | 0 |
| 3       | Іспанія (ESP)           | 1 |   |   |   |   |   |   | 1 |   |   | 1 |   |   | 2 | 1  | 0 |
| 3       | Франція (FRA)           |   |   |   |   |   | 1 |   | 1 |   | 1 |   |   |   | 3 | 0  | 0 |
| 3       | Канада (CAN)            |   |   | 1 |   |   |   | 1 |   |   |   | 1 |   |   | 0 | 2  | 1 |
| 3       | Велика Британія (GBR)   |   |   |   |   |   | 1 |   |   |   | 1 |   |   | 1 | 2 | 1  | 0 |
| 3       | Словенія (SLO)          |   |   |   |   |   |   |   |   |   |   | 2 |   | 1 | 0 | 3  | 0 |
| 3       | Японія (JPN)            |   |   |   |   |   |   |   |   |   |   |   |   | 3 | 0 | 3  | 0 |
| 2       | Данія (DEN)             |   |   |   | 1 |   |   |   |   |   | 1 |   |   |   | 2 | 0  | 0 |
| 2       | Польща (POL)            |   |   |   |   |   |   |   |   |   |   | 1 |   | 1 | 0 | 2  | 0 |
| 2       | Хорватія (CRO)          |   |   |   |   |   |   |   |   |   |   |   | 1 | 1 | 1 | 1  | 0 |
| 2       | Італія (ITA)            |   |   |   |   |   |   |   |   |   |   |   | 1 | 1 | 1 | 1  | 0 |
| 1       | Індія (IND)             |   |   |   |   |   |   |   |   |   |   | 1 |   |   | 0 | 1  | 0 |
| 1       | Естонія (EST)           |   |   |   |   |   |   |   |   |   |   |   | 1 |   | 1 | 0  | 0 |
| 1       | Казахстан (KAZ)         |   |   |   |   |   |   |   |   |   |   |   | 1 |   | 1 | 0  | 0 |
| 1       | Аргентина (ARG)         |   |   |   |   |   |   |   |   |   |   |   |   | 1 | 0 | 1  | 0 |
| 1       | Білорусь (BLR)          |   |   |   |   |   |   |   |   |   |   |   |   | 1 | 0 | 1  | 0 |
| 1       | Бразилія (BRA)          |   |   |   |   |   |   |   |   |   |   |   |   | 1 | 0 | 1  | 0 |
| 1       | Грузія (GEO)            |   |   |   |   |   |   |   |   |   |   |   |   | 1 | 0 | 1  | 0 |
| 1       | Словаччина (SVK)        |   |   |   |   |   |   |   |   |   |   |   |   | 1 | 0 | 1  | 0 |

### Інформація про титули
Наведені нижче гравчині виграли свій перший титул рівня Туру WTA в одиночному, парному або змішаному розряді:
Одиночний розряд
- Лорен Девіс – Окленд (сітка)
- Катержина Сінякова – Шеньчжень (сітка)
- Елізе Мертенс – Гобарт (сітка)
- Крістіна Младенович – Санкт-Петербург (сітка)
- Ешлі Барті – Куала-Лумпур (сітка)
- Дарія Касаткіна – Чарлстон (сітка)
- Маркета Вондроушова – Біль (сітка)
- Олена Остапенко – Відкритий чемпіонат Франції (сітка)
- Анетт Контавейт – 'с-Гертогенбос (сітка)
- Дарія Гаврилова – Нью-Гейвен (сітка)
- Заріна Діяс – Токіо International (сітка)
- Алісон ван Ейтванк – Квебек (сітка)
- Каріна Віттгефт – Люксембург (сітка)

Парний розряд
- Олена Остапенко – Санкт-Петербург (сітка)
- Нао Хібіно – Монтеррей (сітка)
- Надя Подороска – Богота (сітка)
- Даліла Якупович – İstanbul (сітка)
- Ніколь Меліхар – Нюрнберг (сітка)
- Анна Сміт – Нюрнберг (сітка)
- Домініка Цібулкова – 'с-Гертогенбос (сітка)
- Монік Адамчак – Ноттінгем (сітка)
- Сторм Сендерз – Ноттінгем (сітка)
- Квірін Лемуан – Бостад (сітка)
- Аранча Рус – Бостад (сітка)
- Цзян Сіньюй – Наньчан (сітка)
- Тан Цяньхуей – Наньчан (сітка)
- Леслі Керкгове – Люксембург (сітка)
- Морозова Лідія Олександрівна – Люксембург (сітка)
- Дуань Інін – WTA Elite Trophy (сітка)

Змішаний парний розряд
- Абігейл Спірс – Відкритий чемпіонат Австралії (сітка)
- Габріела Дабровскі – Відкритий чемпіонат Франції (сітка)

Наведені нижче гравчині захистили свій торішній титул в одиночному, парному або змішаному розряді:
Одиночний розряд
- Симона Халеп – Мадрид (сітка)
- Кікі Бертенс – Нюрнберг (сітка)
- Каролін Возняцкі – Токіо (сітка)

Парний розряд
- Саня Мірза – Брисбен (сітка)
- Чжань Хаоцін – Тайбей (сітка), Гонконг (сітка)
- Чжань Юнжань – Тайбей (сітка), Гонконг (сітка)
- Мартіна Хінгіс – Рим (сітка)
- Абігейл Спірс – Стенфорд (сітка)
- Катерина Макарова – Торонто (сітка)
- Олена Весніна – Торонто (сітка)
- Аояма Сюко – Токіо International (сітка)
- Андреа Главачкова – Квебек (сітка), Москва (сітка)
- Юганна Ларссон – Сеул (сітка), Лінц (сітка)
- Кікі Бертенс – Лінц (сітка)

### Увійшли в першу десятку
Наведені нижче гравчині вперше у своїй кар'єрі увійшли в першу десятку рейтингу WTA:
Одиночний розряд
- Еліна Світоліна (27 лютого стала №10)
- Олена Остапенко (11 вересня стала №10)
- Каролін Гарсія (9 жовтня стала №9)
- Крістіна Младенович (23 жовтня стала №10)
- Коко Вандевей (6 листопада стала №10)

Парний розряд
- Барбора Заглавова-Стрицова (20 березня стала №10)

## Рейтинги WTA
Нижче наведено по двадцять перших гравчинь у рейтингу WTA наприкінці сезону, рейтингу гонки до Чемпіонату WTA в одиночному розряді, а також двадцять перших гравчинь і десять перших пар рейтингу WTA  наприкінці сезону 2017.

### Одиночний розряд
| Рейтинг гонки до Чемпіонату WTA, фінальний | Рейтинг гонки до Чемпіонату WTA, фінальний | Рейтинг гонки до Чемпіонату WTA, фінальний | Рейтинг гонки до Чемпіонату WTA, фінальний | Рейтинг гонки до Чемпіонату WTA, фінальний |
| #                                          | Гравчиня                                   | Очки                                       | Переміщення†                               | Турнірів                                   |
| ------------------------------------------ | ------------------------------------------ | ------------------------------------------ | ------------------------------------------ | ------------------------------------------ |
| 1                                          | Симона Халеп                               | 5,675                                      | ▬                                          | 17                                         |
| 2                                          | Гарбінє Мугуруса                           | 5,635                                      | ▬                                          | 20                                         |
| 3                                          | Кароліна Плішкова                          | 5,105                                      | ▬                                          | 19                                         |
| 4                                          | Еліна Світоліна                            | 5,000                                      | ▬                                          | 18                                         |
| 5                                          | Вінус Вільямс                              | 4,642                                      | ▬                                          | 15                                         |
| 6                                          | Каролін Возняцкі                           | 4,640                                      | ▬                                          | 22                                         |
| 7                                          | Олена Остапенко                            | 4,510                                      | ▬                                          | 20                                         |
| 8                                          | Каролін Гарсія                             | 3,795                                      | ▬                                          | 23                                         |
| 9                                          | Джоанна Конта                              | 3,610                                      | ▬                                          | 20                                         |
| 10                                         | Крістіна Младенович                        | 2,885                                      | ▬                                          | 25                                         |
| 11                                         | Світлана Кузнецова                         | 2,856                                      | ▬                                          | 17                                         |
| 12                                         | Коко Вандевей                              | 2,819                                      | ▬                                          | 17                                         |
| 13                                         | Слоун Стівенс                              | 2,722                                      | ▬                                          | 10                                         |
| 14                                         | Анастасія Павлюченкова                     | 2,425                                      | ▬                                          | 25                                         |
| 15                                         | Анастасія Севастова                        | 2,295                                      | ▬                                          | 24                                         |
| 16                                         | Медісон Кіз                                | 2,213                                      | ▬                                          | 14                                         |
| 17                                         | Олена Весніна                              | 2,195                                      | ▬                                          | 24                                         |
| 18                                         | Юлія Гергес                                | 2,060                                      | ▲ 10                                       | 23                                         |
| 19                                         | Анджелік Кербер                            | 2,042                                      | ▼ 1                                        | 21                                         |
| 20                                         | Ешлі Барті                                 | 2,031                                      | ▼ 1                                        | 17                                         |

| Чемпіонка |

| 1  | Симона Халеп (ROU)           | 6,175 | 18 | 4   | 1  | 8   | ▲ 3   |
| 2  | Гарбінє Мугуруса (ESP)       | 6,135 | 21 | 7   | 1  | 15  | ▲ 5   |
| 3  | Каролін Возняцкі (DEN)       | 6,015 | 22 | 19  | 3  | 20  | ▲ 16  |
| 4  | Кароліна Плішкова (CZE)      | 5,730 | 20 | 6   | 1  | 6   | ▲ 2   |
| 5  | Вінус Вільямс (USA)          | 5,597 | 16 | 17  | 5  | 17  | ▲ 12  |
| 6  | Еліна Світоліна (UKR)        | 5,500 | 19 | 14  | 3  | 14  | ▲ 8   |
| 7  | Олена Остапенко (LAT)        | 5,010 | 21 | 44  | 7  | 71  | ▲ 37  |
| 8  | Каролін Гарсія (FRA)         | 4,420 | 24 | 23  | 8  | 29  | ▲ 15  |
| 9  | Джоанна Конта (GBR)          | 3,610 | 20 | 10  | 4  | 11  | ▲ 1   |
| 10 | Коко Вандевей (USA)          | 3,258 | 18 | 37  | 10 | 38  | ▲ 27  |
| 11 | Крістіна Младенович (FRA)    | 2,881 | 26 | 42  | 10 | 51  | ▲ 31  |
| 12 | Світлана Кузнецова (RUS)     | 2,856 | 17 | 9   | 7  | 12  | ▼ 3   |
| 13 | Слоун Стівенс (USA)          | 2,802 | 11 | 36  | 13 | 957 | ▲ 23  |
| 14 | Юлія Гергес (GER)            | 2,650 | 24 | 53  | 14 | 57  | ▲ 39  |
| 15 | Анастасія Севастова (LAT)    | 2,475 | 25 | 35  | 15 | 35  | ▲ 20  |
| 16 | Анастасія Павлюченкова (RUS) | 2,445 | 26 | 28  | 14 | 27  | ▲ 12  |
| 17 | Ешлі Барті (AUS)             | 2,251 | 18 | 325 | 17 | 271 | ▲ 308 |
| 18 | Олена Весніна (RUS)          | 2,220 | 25 | 16  | 13 | 21  | ▼ 2   |
| 19 | Медісон Кіз (USA)            | 2,213 | 14 | 8   | 8  | 21  | ▼ 11  |
| 20 | Магдалена Рибарикова (SVK)   | 2,141 | 20 | 156 | 20 | 453 | ▲ 136 |

#### 1-й номер рейтингу
| Утримувала        | Коли здобула     | Коли позбулася   |
| ----------------- | ---------------- | ---------------- |
| Анджелік Кербер   | Кінець 2016 року | 29 січня 2017    |
| Серена Вільямс    | 30 січня 2017    | 19 березня 2017  |
| Ангелік Кербер    | 20 березня 2017  | 23 квітня 2017   |
| Серена Вільямс    | 24 квітня 2017   | 14 травня 2017   |
| Ангелік Кербер    | 15 травня 2017   | 16 липня 2017    |
| Кароліна Плішкова | 17 липня 2017    | 10 вересня 2017  |
| Гарбінє Мугуруса  | 11 вересня 2017  | 8 жовтня 2017    |
| Симона Халеп      | 9 жовтня 2017    | Кінець 2017 року |

### Парний розряд
| Рейтинг гонки до Чемпіонату WTA, фінальний | Рейтинг гонки до Чемпіонату WTA, фінальний | Рейтинг гонки до Чемпіонату WTA, фінальний | Рейтинг гонки до Чемпіонату WTA, фінальний | Рейтинг гонки до Чемпіонату WTA, фінальний |
| #                                          | Пара                                       | Очки                                       | Переміщення‡                               | Турнірів                                   |
| ------------------------------------------ | ------------------------------------------ | ------------------------------------------ | ------------------------------------------ | ------------------------------------------ |
| 1                                          | Чжань Юнжань Мартіна Хінгіс                | 9,770                                      | ▬                                          | 15                                         |
| 2                                          | Катерина Макарова Олена Весніна            | 6,785                                      | ▬                                          | 14                                         |
| 3                                          | Бетані Маттек-Сендс Луціє Шафарова         | 5,120                                      | ▬                                          | 7                                          |
| 4                                          | Ешлі Барті Кейсі Деллаква                  | 4,470                                      | ▬                                          | 16                                         |
| 5                                          | Тімеа Бабош Андреа Главачкова              | 4,005                                      | ▲ 1                                        | 15                                         |
| 6                                          | Луціє Градецька Катержина Сінякова         | 3,871                                      | ▼ 1                                        | 14                                         |
| 7                                          | Анна-Лена Гренефельд Квета Пешке           | 3,005                                      | ▬                                          | 22                                         |
| 8                                          | Габріела Дабровскі Сюй Їфань               | 2,921                                      | ▬                                          | 14                                         |
| 9                                          | Андреа Главачкова Пен Шуай                 | 2,776                                      | ▬                                          | 7                                          |
| 10                                         | Андрея Клепач Марія Хосе Мартінес Санчес   | 2,570                                      | ▬                                          | 23                                         |
| 11                                         | Кікі Бертенс Юганна Ларссон                | 2,270                                      | ▬                                          | 14                                         |

| Champion |

| Рейтинг тенісисток у парному розряді станом на 31 січня 2022 | Рейтинг тенісисток у парному розряді станом на 31 січня 2022 | Рейтинг тенісисток у парному розряді станом на 31 січня 2022 | Рейтинг тенісисток у парному розряді станом на 31 січня 2022 | Рейтинг тенісисток у парному розряді станом на 31 січня 2022 |
| #                                                            | Тенісистка                                                   | Очки                                                         | +/-                                                          |                                                              |
| ------------------------------------------------------------ | ------------------------------------------------------------ | ------------------------------------------------------------ | ------------------------------------------------------------ | ------------------------------------------------------------ |
| 1                                                            | Катержина Сінякова (CZE)                                     | 8,785                                                        | ▬                                                            |                                                              |
| 2                                                            | Барбора Крейчикова (CZE)                                     | 8,460                                                        | ▬                                                            |                                                              |
| 3                                                            | Сє Шувей (TPE)                                               | 6,344                                                        | ▬                                                            |                                                              |
| 4                                                            | Елісе Мертенс (BEL)                                          | 6,275                                                        | ▬                                                            |                                                              |
| 5                                                            | Аояма Сюко (JPN)                                             | 5,575                                                        | ▲ 1                                                          |                                                              |
| 5                                                            | Ена Сібахара (JPN)                                           | 5,575                                                        | ▲ 1                                                          |                                                              |
| 7                                                            | Чжан Шуай (CHN)                                              | 4,940                                                        | ▲ 1                                                          |                                                              |
| 8                                                            | Габріела Дабровскі (CAN)                                     | 4,935                                                        | ▼ 3                                                          |                                                              |
| 9                                                            | Вероніка Кудерметова (RUS)                                   | 4,550                                                        | ▲ 4                                                          |                                                              |
| 10                                                           | Дарія Юрак Шрайбер (CRO)                                     | 4,195                                                        | ▼ 1                                                          |                                                              |
| 11                                                           | Алекса Гуарачі (CHL)                                         | 4,090                                                        | ▲ 1                                                          |                                                              |
| 12                                                           | Луїза Стефані (BRA)                                          | 4,025                                                        | ▼ 1                                                          |                                                              |
| 13                                                           | Демі Схюрс (NED)                                             | 3,750                                                        | ▼ 3                                                          |                                                              |
| 14                                                           | Саманта Стосур (AUS)                                         | 3,711                                                        | ▲ 1                                                          |                                                              |
| 15                                                           | Дезіре Кравчик (USA)                                         | 3,535                                                        | ▲ 1                                                          |                                                              |
| 16                                                           | Андрея Клепач (SLO)                                          | 3,470                                                        | ▲ 2                                                          |                                                              |
| 17                                                           | Бетані Маттек-Сендс (USA)                                    | 3,360                                                        | ▬                                                            |                                                              |
| 18                                                           | Ніколь Меліхар-Мартінес (USA)                                | 3,340                                                        | ▼ 4                                                          |                                                              |
| 19                                                           | Сторм Сендерс (AUS)                                          | 3,250                                                        | ▲ 8                                                          |                                                              |
| 20                                                           | Джуліана Олмос (MEX)                                         | 3,100                                                        | ▼ 1                                                          |                                                              |

#### 1-й номер рейтингу
| Утримували                  | Коли здобули     | Коли позбулись   |
| --------------------------- | ---------------- | ---------------- |
| Саня Мірза                  | Кінець 2016 року | 8 січня 2017     |
| Бетані Маттек-Сендс         | 9 січня 2017     | 20 серпня 2017   |
| Луціє Шафарова              | 21 серпня 2017   | 1 жовтня 2017    |
| Мартіна Хінгіс              | 2 жовтня 2017    | 22 жовтня 2017   |
| Мартіна Хінгіс Чжань Юнжань | 23 жовтня 2017   | Кінець 2017 року |

## Лідерки за призовими
| #                                                             | Гравчиня          | Одиночний розряд | Парний розряд | Змішаний парний розряд | Кінець року |
| ------------------------------------------------------------- | ----------------- | ---------------- | ------------- | ---------------------- | ----------- |
| 1                                                             | Вінус Вільямс     | $5,468,741       | $0            | $0                     | $5,468,741  |
| 2                                                             | Гарбінє Мугуруса  | $5,079,898       | $3,559        | $0                     | $5,083,457  |
| 3                                                             | Каролін Возняцкі  | $4,748,518       | $0            | $0                     | $4,748,518  |
| 4                                                             | Симона Халеп      | $4,627,957       | $47,270       | $0                     | $4,675,227  |
| 5                                                             | Слоун Стівенс     | $4,023,466       | $32,037       | $938                   | $4,056,441  |
| 6                                                             | Олена Остапенко   | $3,861,198       | $129,360      | $7,468                 | $3,998,026  |
| 7                                                             | Кароліна Плішкова | $3,432,429       | $20,236       | $0                     | $3,452,665  |
| 8                                                             | Каролін Гарсія    | $3,351,361       | $75,789       | $0                     | $3,427,150  |
| 9                                                             | Еліна Світоліна   | $3,225,086       | $18,327       | $19,903                | $3,263,316  |
| 10                                                            | Джоанна Конта     | $2,706,385       | $25,109       | $0                     | $2,931,494  |
| призові гроші наведено в US$ станом на 6 листопада 2017 [ 8 ] |                   |                  |               |                        |             |

## Лідери за статистикою
станом на 30 жовтня 2017
| Ейси | Ейси                | Ейси  | Ейси   |
|      | Гравчиня            | Ейсів | Матчів |
| ---- | ------------------- | ----- | ------ |
| 1    | Кароліна Плішкова   | 452   | 69     |
| 2    | Юлія Гергес         | 401   | 64     |
| 3    | Крістина Плішкова   | 372   | 45     |
| 4    | Каролін Гарсія      | 354   | 70     |
| 5    | Луціє Шафарова      | 323   | 53     |
| 6    | Крістіна Младенович | 264   | 59     |
| 7    | Кікі Бертенс        | 243   | 54     |
| 8    | Джоанна Конта       | 241   | 52     |
| 9    | Коко Вандевей       | 226   | 43     |
| 10   | Каролін Возняцкі    | 217   | 81     |

| Double Faults | Double Faults          | Double Faults     | Double Faults |
|               | Гравчиня               | Подвійних помилок | Матчів        |
| ------------- | ---------------------- | ----------------- | ------------- |
| 1             | Олена Остапенко        | 380               | 63            |
| 2             | Крістіна Младенович    | 324               | 59            |
| 3             | Анастасія Павлюченкова | 281               | 62            |
| 4             | Вінус Вільямс          | 273               | 52            |
| 5             | Дарія Гаврилова        | 266               | 55            |
| 6             | Сара Соррібес Тормо    | 264               | 32            |
| 7             | Кікі Бертенс           | 237               | 54            |
| 8             | Міряна Лучич-Бароні    | 237               | 36            |
| 9             | Лорен Девіс            | 236               | 42            |
| 10            | Юлія Гергес            | 226               | 64            |

| Відсоток перших подач | Відсоток перших подач | Відсоток перших подач | Відсоток перших подач |
|                       | Гравчиня              | %                     | Матчів                |
| --------------------- | --------------------- | --------------------- | --------------------- |
| 1                     | Александра Дулгеру    | 84.7                  | 3                     |
| 2                     | Акгуль Аманмурадова   | 83.8                  | 1                     |
| 3                     | Моніка Нікулеску      | 82.0                  | 22                    |
| 4                     | Сара Еррані           | 78.0                  | 27                    |
| 5                     | Ірина Бара            | 77.2                  | 2                     |
| 6                     | Вікторія Томова       | 76.6                  | 5                     |
| 7                     | Тельяна Перейра       | 75.0                  | 1                     |
| 8                     | Юлія Глушко           | 75.0                  | 1                     |
| 9                     | Чагла Бююкакчай       | 74.1                  | 14                    |
| 10                    | Петра Крейсова        | 74.0                  | 2                     |

| Відсоток других подач | Відсоток других подач | Відсоток других подач | Відсоток других подач |
|                       | Гравчиня              | %                     | Матчів                |
| --------------------- | --------------------- | --------------------- | --------------------- |
| 1                     | Олена Остапенко       | 47.8                  | 63                    |
| 2                     | Осеан Доден           | 46.8                  | 29                    |
| 3                     | Коко Вандевей         | 45.5                  | 43                    |
| 4                     | Татьяна Марія         | 45.2                  | 31                    |
| 5                     | Кікі Бертенс          | 44.4                  | 54                    |
| 6                     | Донна Векич           | 44.1                  | 37                    |
| 7                     | Каміла Джорджі        | 44.0                  | 28                    |
| 8                     | Юлія Гергес           | 43.9                  | 64                    |
| 9                     | Магдалена Рибарикова  | 43.1                  | 28                    |
| 10                    | Полін Пармантьє       | 43.0                  | 34                    |

| Очок, виграних на першій подачі | Очок, виграних на першій подачі | Очок, виграних на першій подачі | Очок, виграних на першій подачі |
|                                 | Гравчиня                        | %                               | Матчів                          |
| ------------------------------- | ------------------------------- | ------------------------------- | ------------------------------- |
| 1                               | Серена Вільямс                  | 79.1                            | 9                               |
| 2                               | Амра Садікович                  | 75.2                            | 2                               |
| 3                               | Наомі Броді                     | 74.8                            | 17                              |
| 4                               | Петра Квітова                   | 74.0                            | 28                              |
| 5                               | Дестані Аява                    | 73.8                            | 4                               |
| 6                               | Коко Вандевей                   | 73.1                            | 43                              |
| 7                               | Луціє Градецька                 | 73.0                            | 7                               |
| 8                               | Кароліна Плішкова               | 72.9                            | 69                              |
| 9                               | Шарлотт Робілард-Мієтт          | 72.7                            | 1                               |
| 10                              | Юлія Гергес                     | 72.6                            | 64                              |

| Очок, виграних на другій подачі | Очок, виграних на другій подачі | Очок, виграних на другій подачі | Очок, виграних на другій подачі |
|                                 | Гравчиня                        | %                               | Матчів                          |
| ------------------------------- | ------------------------------- | ------------------------------- | ------------------------------- |
| 1                               | Чжен Ушуан                      | 64.7                            | 1                               |
| 2                               | Патті Шнідер                    | 58.4                            | 2                               |
| 3                               | Александра Дулгеру              | 58.1                            | 3                               |
| 4                               | Олена Рибакіна                  | 57.6                            | 1                               |
| 5                               | Еліца Костова                   | 55.7                            | 4                               |
| 6                               | Даяна Ястремська                | 55.4                            | 4                               |
| 7                               | Даніелль Лао                    | 55.3                            | 2                               |
| 8                               | Каролін Доулгайд                | 54.5                            | 4                               |
| 9                               | Амра Садікович                  | 54.2                            | 2                               |
| 10                              | Анастасія Родіонова             | 53.3                            | 3                               |

| Service Points Won (не оновлено) | Service Points Won (не оновлено) | Service Points Won (не оновлено) | Service Points Won (не оновлено) |
|                                  | Гравчиня                         | %                                | Матчів                           |
| -------------------------------- | -------------------------------- | -------------------------------- | -------------------------------- |
| 1                                | Амра Садікович                   | 66.5                             | 2                                |
| 2                                | Серена Вільямс                   | 65.2                             | 9                                |
| 3                                | Чжен Ушуан                       | 65.1                             | 1                                |
| 4                                | Андреа Главачкова                | 64.7                             | 2                                |
| 5                                | Джоанна Конта                    | 63.5                             | 48                               |
| 6                                | Коко Вандевей                    | 62.9                             | 34                               |
| 7                                | Ешлі Барті                       | 62.7                             | 31                               |
| 8                                | Петра Крейсова                   | 62.5                             | 2                                |
| 9                                | Кароліна Плішкова                | 62.4                             | 52                               |
| 10                               | Луксіка Кумхун                   | 62.3                             | 1                                |

| Return Points Won (не оновлено) | Return Points Won (не оновлено) | Return Points Won (не оновлено) | Return Points Won (не оновлено) |
|                                 | Гравчиня                        | %                               | Матчів                          |
| ------------------------------- | ------------------------------- | ------------------------------- | ------------------------------- |
| 1                               | Сачія Вікері                    | 57.1                            | 5                               |
| 2                               | Башак Ерайдин                   | 53.2                            | 4                               |
| 3                               | Габріела Дабровскі              | 52.9                            | 2                               |
| 4                               | Ван Яфань                       | 51.6                            | 4                               |
| 5                               | Вікторія Каменська              | 50.0                            | 1                               |
| 6                               | Гао Сіню                        | 50.0                            | 1                               |
| 7                               | Мр'ям Б'єрклунд                 | 50.0                            | 1                               |
| 8                               | Тельяна Перейра                 | 50.0                            | 1                               |
| 9                               | Пеангтарн Пліпич                | 50.0                            | 1                               |
| 10                              | Анастасія Родіонова             | 50.0                            | 3                               |

| Service Games Won (не оновлено) | Service Games Won (не оновлено) | Service Games Won (не оновлено) | Service Games Won (не оновлено) |
|                                 | Гравчиня                        | %                               | Матчів                          |
| ------------------------------- | ------------------------------- | ------------------------------- | ------------------------------- |
| 1                               | Амра Садікович                  | 84.8                            | 2                               |
| 2                               | Серена Вільямс                  | 82.4                            | 9                               |
| 3                               | Джоанна Конта                   | 80.6                            | 48                              |
| 4                               | Патті Шнідер                    | 80.6                            | 2                               |
| 5                               | Чжен Ушуан                      | 80.0                            | 1                               |
| 6                               | Андреа Главачкова               | 79.2                            | 2                               |
| 7                               | Кароліна Плішкова               | 78.6                            | 52                              |
| 8                               | Сюнь Фан'їн                     | 78.3                            | 2                               |
| 9                               | Ешлі Барті                      | 77.2                            | 31                              |
| 10                              | Коко Вандевей                   | 77.2                            | 34                              |

| Return Games Won (не оновлено) | Return Games Won (не оновлено) | Return Games Won (не оновлено) | Return Games Won (не оновлено) |
|                                | Гравчиня                       | %                              | Матчів                         |
| ------------------------------ | ------------------------------ | ------------------------------ | ------------------------------ |
| 1                              | Сачія Вікері                   | 53.6                           | 5                              |
| 2                              | Габріела Дабровскі             | 52.3                           | 2                              |
| 3                              | Анастасія Родіонова            | 51.6                           | 3                              |
| 4                              | Анастасія Потапова             | 51.2                           | 1                              |
| 5                              | Мр'ям Б'єрклунд                | 50.5                           | 1                              |
| 6                              | Гао Сіню                       | 50.0                           | 1                              |
| 7                              | Башак Ерайдин                  | 49.5                           | 4                              |
| 8                              | Алла Кудрявцева                | 49.5                           | 1                              |
| 9                              | Ван Яфань                      | 49.5                           | 4                              |
| 10                             | Александра Каданцу             | 49.5                           | 3                              |

| Відіграно брейк-пойнтів (не оновлено) | Відіграно брейк-пойнтів (не оновлено) | Відіграно брейк-пойнтів (не оновлено) | Відіграно брейк-пойнтів (не оновлено) |
|                                       | Гравчиня                              | %                                     | Матчів                                |
| ------------------------------------- | ------------------------------------- | ------------------------------------- | ------------------------------------- |
| 1                                     | Сюнь Фан'їн                           | 76.2                                  | 2                                     |
| 2                                     | Ван Яфань                             | 74.4                                  | 4                                     |
| 3                                     | Айла Аксу                             | 74.2                                  | 2                                     |
| 4                                     | Патті Шнідер                          | 72.7                                  | 2                                     |
| 5                                     | Тара Мур                              | 71.4                                  | 1                                     |
| 6                                     | Вікторія Каменська                    | 70.0                                  | 1                                     |
| 7                                     | Даніелль Лао                          | 68.8                                  | 1                                     |
| 8                                     | Амра Садікович                        | 66.7                                  | 2                                     |
| 9                                     | Луціє Градецька                       | 66.7                                  | 4                                     |
| 10                                    | Ребекка Петерсон                      | 66.7                                  | 1                                     |

| Реалізовано брейк-пойнтів (не оновлено) | Реалізовано брейк-пойнтів (не оновлено) | Реалізовано брейк-пойнтів (не оновлено) | Реалізовано брейк-пойнтів (не оновлено) |
|                                         | Гравчиня                                | %                                       | Матчів                                  |
| --------------------------------------- | --------------------------------------- | --------------------------------------- | --------------------------------------- |
| 1                                       | Катаріна Герлах                         | 100.0                                   | 1                                       |
| 2                                       | Алізе Лім                               | 100.0                                   | 1                                       |
| 3                                       | Юлія Глушко                             | 85.7                                    | 1                                       |
| 4                                       | Сачія Вікері                            | 83.3                                    | 5                                       |
| 5                                       | Паула Бадоса Хіберт                     | 80.0                                    | 1                                       |
| 6                                       | Алекса Ґлетч                            | 75.0                                    | 1                                       |
| 7                                       | Віра Лапко                              | 75.0                                    | 1                                       |
| 8                                       | Тельяна Перейра                         | 71.4                                    | 1                                       |
| 9                                       | Хлое Паке                               | 71.4                                    | 3                                       |
| 10                                      | Алла Кудрявцева                         | 70.0                                    | 1                                       |

## Розподіл очок
| Категорія                       | П     | Ф     | ПФ   | ЧФ                                                                                 | R16                                                                                | R32                                                                                | R64                                                                                | R128                                                                               | Q                                                                                  | Q3                                                                                 | Q2                                                                                 | Q1                                                                                 |
| Великий шолом (S)               | 2000  | 1300  | 780  | 430                                                                                | 240                                                                                | 130                                                                                | 70                                                                                 | 10                                                                                 | 40                                                                                 | 30                                                                                 | 20                                                                                 | 2                                                                                  |
| Великий шолом (D)               | 2000  | 1300  | 780  | 430                                                                                | 240                                                                                | 130                                                                                | 10                                                                                 | –                                                                                  | 40                                                                                 | –                                                                                  | –                                                                                  | –                                                                                  |
| Чемпіонат WTA (S)               | 1500* | 1080* | 750* | (+125 за перемогу в матчі кругового турніру; +125 за перемогу в круговому турнірі) | (+125 за перемогу в матчі кругового турніру; +125 за перемогу в круговому турнірі) | (+125 за перемогу в матчі кругового турніру; +125 за перемогу в круговому турнірі) | (+125 за перемогу в матчі кругового турніру; +125 за перемогу в круговому турнірі) | (+125 за перемогу в матчі кругового турніру; +125 за перемогу в круговому турнірі) | (+125 за перемогу в матчі кругового турніру; +125 за перемогу в круговому турнірі) | (+125 за перемогу в матчі кругового турніру; +125 за перемогу в круговому турнірі) | (+125 за перемогу в матчі кругового турніру; +125 за перемогу в круговому турнірі) | (+125 за перемогу в матчі кругового турніру; +125 за перемогу в круговому турнірі) |
| Чемпіонат WTA (D)               | 1500  | 1080  | 750  | 375                                                                                | –                                                                                  | –                                                                                  | –                                                                                  | –                                                                                  | –                                                                                  | –                                                                                  | –                                                                                  | –                                                                                  |
| WTA Premier Mandatory (96S)     | 1000  | 650   | 390  | 215                                                                                | 120                                                                                | 65                                                                                 | 35                                                                                 | 10                                                                                 | 30                                                                                 | –                                                                                  | 20                                                                                 | 2                                                                                  |
| WTA Premier Mandatory (64/60S)  | 1000  | 650   | 390  | 215                                                                                | 120                                                                                | 65                                                                                 | 10                                                                                 | –                                                                                  | 30                                                                                 | –                                                                                  | 20                                                                                 | 2                                                                                  |
| WTA Premier Mandatory (28/32D)  | 1000  | 650   | 390  | 215                                                                                | 120                                                                                | 10                                                                                 | –                                                                                  | –                                                                                  | –                                                                                  | –                                                                                  | –                                                                                  | –                                                                                  |
| WTA Premier 5 (56S, 64Q)        | 900   | 585   | 350  | 190                                                                                | 105                                                                                | 60                                                                                 | 1                                                                                  | –                                                                                  | 30                                                                                 | 22                                                                                 | 15                                                                                 | 1                                                                                  |
| WTA Premier 5 (56S, 48/32Q)     | 900   | 585   | 350  | 190                                                                                | 105                                                                                | 60                                                                                 | 1                                                                                  | –                                                                                  | 30                                                                                 | -                                                                                  | 20                                                                                 | 1                                                                                  |
| WTA Premier 5 (28D)             | 900   | 585   | 350  | 190                                                                                | 105                                                                                | 1                                                                                  | –                                                                                  | –                                                                                  | –                                                                                  | –                                                                                  | –                                                                                  | –                                                                                  |
| WTA Premier 5 (16D)             | 900   | 585   | 350  | 190                                                                                | 1                                                                                  | -                                                                                  | –                                                                                  | –                                                                                  | –                                                                                  | –                                                                                  | –                                                                                  | –                                                                                  |
| WTA Premier (56S)               | 470   | 305   | 185  | 100                                                                                | 55                                                                                 | 30                                                                                 | 1                                                                                  | –                                                                                  | 25                                                                                 | –                                                                                  | 13                                                                                 | 1                                                                                  |
| WTA Premier (32S)               | 470   | 305   | 185  | 100                                                                                | 55                                                                                 | 1                                                                                  | –                                                                                  | –                                                                                  | 25                                                                                 | 18                                                                                 | 13                                                                                 | 1                                                                                  |
| WTA Premier (16D)               | 470   | 305   | 185  | 100                                                                                | 1                                                                                  | –                                                                                  | –                                                                                  | –                                                                                  | –                                                                                  | –                                                                                  | –                                                                                  | –                                                                                  |
| WTA Elite Trophy (S)            | 700*  | 440*  | 240* | (+40 за перемогу в матчі кругового турніру; +80 за перемогу в круговому турнірі)   | (+40 за перемогу в матчі кругового турніру; +80 за перемогу в круговому турнірі)   | (+40 за перемогу в матчі кругового турніру; +80 за перемогу в круговому турнірі)   | (+40 за перемогу в матчі кругового турніру; +80 за перемогу в круговому турнірі)   | (+40 за перемогу в матчі кругового турніру; +80 за перемогу в круговому турнірі)   | (+40 за перемогу в матчі кругового турніру; +80 за перемогу в круговому турнірі)   | (+40 за перемогу в матчі кругового турніру; +80 за перемогу в круговому турнірі)   | (+40 за перемогу в матчі кругового турніру; +80 за перемогу в круговому турнірі)   | (+40 за перемогу в матчі кругового турніру; +80 за перемогу в круговому турнірі)   |
| WTA International (32S, 32Q)    | 280   | 180   | 110  | 60                                                                                 | 30                                                                                 | 1                                                                                  | –                                                                                  | –                                                                                  | 18                                                                                 | 14                                                                                 | 10                                                                                 | 1                                                                                  |
| WTA International (32S, 24/16Q) | 280   | 180   | 110  | 60                                                                                 | 30                                                                                 | 1                                                                                  | –                                                                                  | –                                                                                  | 18                                                                                 | -                                                                                  | 12                                                                                 | 1                                                                                  |
| WTA International (16D)         | 280   | 180   | 110  | 60                                                                                 | 1                                                                                  | –                                                                                  | –                                                                                  | –                                                                                  | –                                                                                  | –                                                                                  | –                                                                                  | –                                                                                  |

S = одиночний розряд, D = парний розряд, Q = гравчині, які пройшли через кваліфікацію.

* Не програла жодного матчу в круговому турнірі.

## Завершили кар'єру
Нижче наведено список відомих гравчинь (переможниць головних титулів Туру, і/або тих, які перебували  в першій сотні рейтингу WTA в одиночному або парному розряді впродовж щонайменше тижня), які оголосили про завершення кар'єри, стали неактивними (після відсутності ігрової практики понад 52 тижні), або дискваліфіковані пожиттєво, впродовж сезону 2017:
- Кіміко Дате – колишня 4-та ракетка світу оголосила, що вдруге завершує кар'єру після Japan Open 2017.[20]
- Весна Долонц – колишня 84-та ракетка світу в лютому 2017 року оголосила про завершення кар'єри.[21]
- Віра Душевіна – колишня 34-та ракетка світу в одиночному розряді і 27-ма в парному 15 серпня 2017 року оголосила про завершення ігрової кар'єри.[22]
- Даніела Гантухова – колишня 5-та ракетка світу і чотириразова переможниця турнірів Великого шолома в змішаному парному розряді в липні 2017 року оголосила про завершення ігрової кар'єри.[23]
- Мартіна Хінгіс – колишня 1-ша ракетка світу як в одиночному розряді так і парному 1994 року розпочала професійну кар'єру. Вперше її завершила 2002 року через травми. 2006 повернулася, але 2008-го вдруге завершила після дискваліфікації через вживання допінгу. Знову повернулася 2013 року. Після  Чемпіонату WTA 2017 оголосила про своє третє і цього разу остаточне завершення кар'єри.
- Лізель Губер – колишня 1-ша ракетка світу в парному розряді і 7-разова переможниця турнірів Великого шолома в ньому у квітні 2017 року оголосила про завершення ігрової кар'єри.[24]
- Мелані Уден – колишня 31-ша ракетка світу і перможниця [[Відкритий чемпіонат США з тенісу 2011, змішаний парний розряд|Відкритого чемпіонату США 2011 у змішаному парному розряді в серпні 2017 року оголосила про завершення ігрової кар'єри.[25]
- Шахар Пеєр – колишня 11-та ракетка світу в лютому 2017 року оголосила про звершення ігрової кар'єри.[26]
- Надія Петрова – колишня 3-тя ракетка світу в січні 2017 року оголосила про завершення ігрової кар'єри.[27]
- Джоселін Рей – колишня 67-ма ракетка світу в парному розряді в грудні 2017 року оголосила про завершення ігрової кар'єри.[28]
- Ярміла Вулф – колишня 25-та ракетка світу і переможниця Відкритого чемпіонату Австралії 2013 у змішаному парному розряді в січні 2017 року оголосила про завершення ігрової кар'єри.[29]